# Crolles
Crolles (/kʁol/) est une commune française, géographiquement installée dans la vallée du Grésivaudan, administrativement située dans le département de l'Isère en région Auvergne-Rhône-Alpes et, autrefois, rattachée à l'ancienne province du Dauphiné.
Cette petite ville, dont le territoire est essentiellement urbain, mais dont il reste d'importantes zones rurales éparses, est, aujourd'hui, rattachée à l'arrondissement de Grenoble et au canton du Moyen Grésivaudan dont elle détient le bureau centralisateur. Crolles accueille également le siège de la communauté de communes du Pays du Grésivaudan, la principale communauté de communes de l'Isère, autant par sa superficie que par son nombre d'habitants.
Crolles se présente également comme la principale agglomération de la vallée du Grésivaudan, vallée creusée par l’érosion glaciaire, positionnée entre le massif calcaire de la Grande Chartreuse et la chaîne granitique de Belledonne.
Historiquement, le noyau de l'ancien village a été construit au pied des coteaux de la Grande Chartreuse, car, dans cette partie de la vallée, l’approvisionnement en eau était possible et les matériaux de construction étaient situés à proximité. Ce qui allait donc devenir, graduellement, la petite agglomération crolloise se présentait, dès la mise en place des premières installations humaines, comme un espace favorable à l'aménagement de surfaces agricoles et un secteur tout autant favorable à la construction de voies de grandes circulations. Durant les deux derniers siècles, les zones de constructions autant résidentielles qu'industrielles s'étendirent progressivement dans la vallée au fur et à mesure de son assèchement.
Jusqu’à la révolution industrielle, l’économie crolloise fut surtout basée sur l’agriculture, l’exploitation forestière et l’élevage, mais la commune, depuis la seconde moitié du XXe siècle, présente un fort potentiel industriel et commercial; les principaux domaines d'activité étant l'électronique, l'informatique, les télécommunications et le paramédical.
Les habitants de la commune se dénomment les Crollois. La mairie est située à 255 mètres d'altitude.

## Géographie

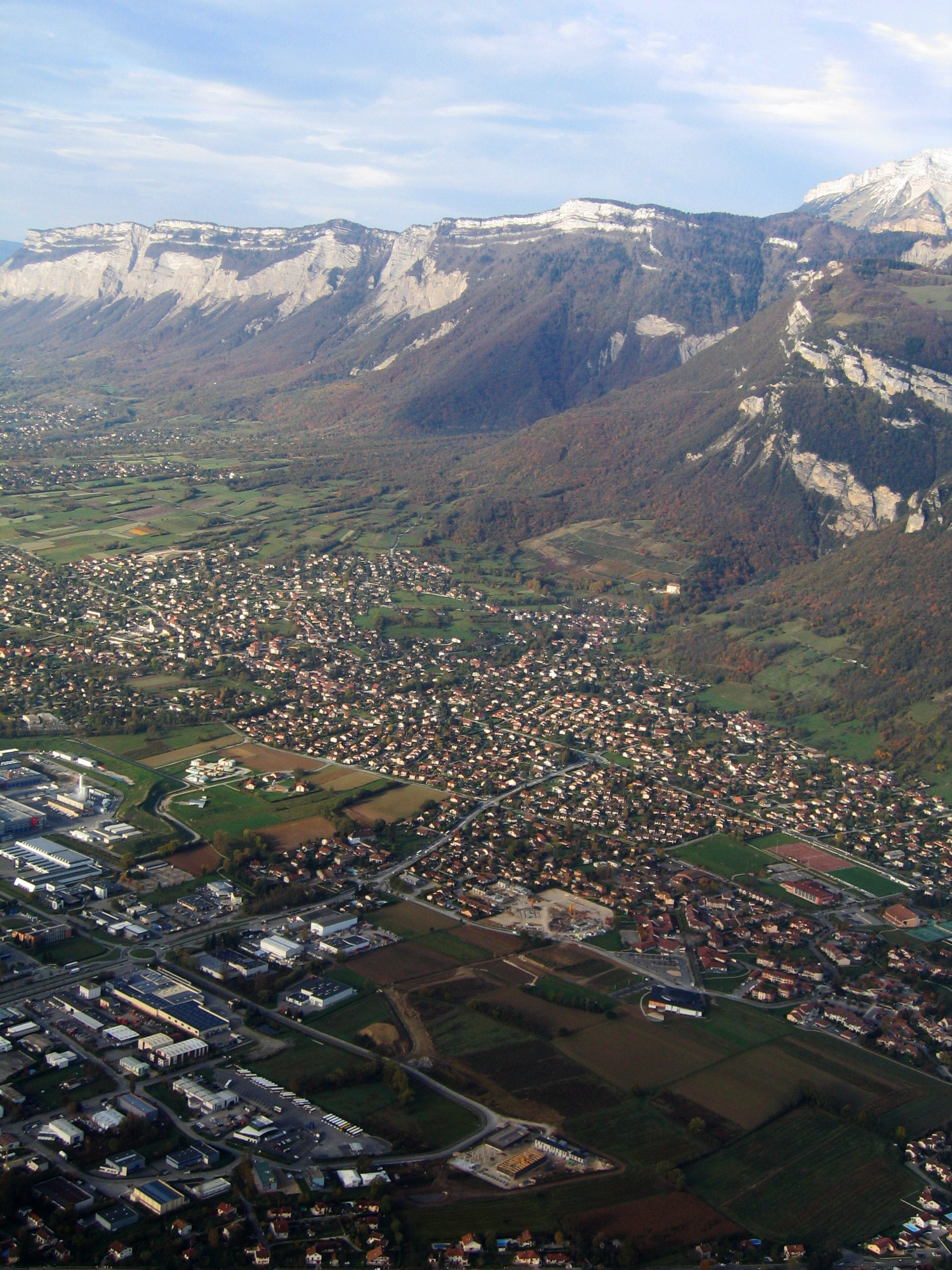
Vue aérienne de Crolles.

### Situation
La commune de Crolles est située dans le Sud-Est de la France, sur la rive droite de l'Isère, au cœur de la  région naturelle de la vallée du Grésivaudan.
Le centre de la commune est distant de 19 km de Grenoble, chef-lieu du département de l'Isère, sa distance avec Lyon, chef-lieu de la région Auvergne-Rhône-Alpes est de 124 km et enfin sa distance avec Paris, capitale de la France est de 593 km, toutes ces distances ayant été calculées par la route.

### Description
La commune de Crolles peut être qualifiée de véritable « ville à la campagne », car celle-ci adhère à la charte du parc naturel régional de la Chartreuse tout en étant située dans l'aire urbaine de Grenoble. La ville se positionne notablement au pied d'un des plus hauts sommet du massif de la Chartreuse, massif montagneux des Préalpes, laquelle porte son nom, la « dent de Crolles ».
La plaine de Crolles et une grande partie de la vallée du Grésivaudan, jusque que dans le milieu des années 1950, durent subirent les crues fréquentes de l'Isère, grande rivière alpine qui prend sa source à près de à 3 000 mètres d'altitude, sous le glacier de Grande aiguille Rousse, dans le parc national de la Vanoise, et la plus grande partie de la vallée fut longtemps une zone marécageuse. À la fin de cette période, cette rivière et les cours d'eau dévalant la montagne seront maîtrisés grâce à une politique d'assainissement et de remembrement menée par le maire de Crolles de cette période (1953 - 1986), Paul Jargot[réf. souhaitée]. On peut considérer cette action comme étant à l'origine de ce qui sera plus tard le plan d'occupation des sols de la commune.
Selon le site officiel de la municipalité, le territoire de la commune de Crolles présente actuellement 180 hectares de diverses zones industrielles qui regroupent plusieurs grands noms de l'activité industrielle de la région, 511 hectares de zone naturelle dite protégée, 476 hectares étant encore dévolus à l'activité agricole, et enfin, 287 hectares consacrés en zones résidentielles partagées entre l'habitat individuel et collectif.

La vallée du Grésivaudan depuis l'agglomération grenobloise jusqu'à Pontcharra, vue de la station du Pleynet (Belledonne).
Le territoire de la commune de Crolles est situé dans la partie inférieure et centrale de la photo.

### Sites géologiques remarquables
L'« ancienne cimenterie de Crolles » est un site géologique remarquable de 1,52 hectare qui se trouve sur les communes de Saint-Hilaire-du-Touvet et de Crolles. En 2014, il est classé « deux étoiles » à l'« Inventaire du patrimoine géologique ».

### Climat
Pour des articles plus généraux, voir Climat d'Auvergne-Rhône-Alpes et Climat de l'Isère.
En 2010, le climat de la commune est de type climat des marges montargnardes, selon une étude du Centre national de la recherche scientifique s'appuyant sur une série de données couvrant la période 1971-2000. En 2020, Météo-France publie une typologie des climats de la France métropolitaine dans laquelle la commune est exposée à un climat de montagne ou de marges de montagne et est dans la région climatique Alpes du nord, caractérisée par une pluviométrie annuelle de 1 200 à 1 500 mm, irrégulièrement répartie en été.
Pour la période 1971-2000, la température annuelle moyenne est de 11,6 °C, avec une amplitude thermique annuelle de 19,8 °C. Le cumul annuel moyen de précipitations est de 1 253 mm, avec 9 jours de précipitations en janvier et 7,4 jours en juillet. Pour la période 1991-2020, la température moyenne annuelle observée sur la station météorologique de Météo-France la plus proche, « St-Pierre-les Egaux », sur la commune de Saint-Pierre-de-Chartreuse à 8 km à vol d'oiseau, est de 8,7 °C et le cumul annuel moyen de précipitations est de 1 787,2 mm,. Pour l'avenir, les paramètres climatiques de la commune estimés pour 2050 selon différents scénarios d'émission de gaz à effet de serre sont consultables sur un site dédié publié par Météo-France en novembre 2022.
| Mois                                  | jan.           | fév.           | mars           | avril         | mai           | juin          | jui.          | août          | sep.          | oct.          | nov.           | déc.           | année      |
| ------------------------------------- | -------------- | -------------- | -------------- | ------------- | ------------- | ------------- | ------------- | ------------- | ------------- | ------------- | -------------- | -------------- | ---------- |
| Température minimale moyenne (°C)     | −2,9           | −3             | −0,6           | 3,1           | 6             | 9,6           | 11,6          | 11,1          | 8,3           | 5,5           | 1,3            | −2,2           | 4          |
| Température moyenne (°C)              | 0,7            | 1              | 4,1            | 8,3           | 11,3          | 15,3          | 17,6          | 16,8          | 13,4          | 10            | 5,1            | 1,3            | 8,7        |
| Température maximale moyenne (°C)     | 4,3            | 5,1            | 8,7            | 13,6          | 16,5          | 20,9          | 23,6          | 22,4          | 18,4          | 14,5          | 8,8            | 4,9            | 13,5       |
| Record de froid (°C) date du record   | −12,8 27.01.07 | −20,7 05.02.12 | −13,1 13.03.06 | −6,9 07.04.08 | −2,7 07.05.19 | 0,4 01.06.06  | 3,7 25.07.11  | 3,2 31.08.06  | −0,7 27.09.20 | −5,7 30.10.12 | −11,6 27.11.10 | −17,1 20.12.09 | −20,7 2012 |
| Record de chaleur (°C) date du record | 15,5 01.01.23  | 19,4 25.02.21  | 20,7 31.03.21  | 25 28.04.12   | 29,8 22.05.22 | 32,8 27.06.19 | 34,7 18.07.23 | 35,5 24.08.23 | 29,8 04.09.23 | 27,7 02.10.23 | 21,4 02.11.20  | 17,2 31.12.22  | 35,5 2023  |
| Précipitations (mm)                   | 163,5          | 122,5          | 155,1          | 121,5         | 193,3         | 147,7         | 129,4         | 143           | 112,3         | 131,5         | 173,3          | 194,1          | 1 787,2    |

#### Températures minimales et maximales enregistrées en 2012, 2013 et 2014 à Crolles
| Mois                              | jan. | fév. | mars | avril | mai  | juin | jui. | août | sep. | oct. | nov. | déc. |
| --------------------------------- | ---- | ---- | ---- | ----- | ---- | ---- | ---- | ---- | ---- | ---- | ---- | ---- |
| Température minimale moyenne (°C) | 0,2  | −5   | 2,1  | 7,1   | 10   | 13,8 | 14,7 | 14,4 | 11,8 | 8,3  | 4,2  | 0,5  |
| Température maximale moyenne (°C) | 7,1  | 3,5  | 17,1 | 16,6  | 22,2 | 25,7 | 26,7 | 29   | 22,2 | 17,4 | 11,5 | 7,4  |

| Mois                              | jan. | fév. | mars | avril | mai  | juin | jui. | août | sep. | oct. | nov. | déc. |
| --------------------------------- | ---- | ---- | ---- | ----- | ---- | ---- | ---- | ---- | ---- | ---- | ---- | ---- |
| Température minimale moyenne (°C) | −1,4 | −1,5 | 2,2  | 6,4   | 8,2  | 12,3 | 15,8 | 14,3 | 12,7 | 11   | 3,4  | −2,2 |
| Température maximale moyenne (°C) | 5,3  | 5,2  | 10,3 | 16,3  | 17,3 | 24,1 | 29,5 | 26,8 | 22,4 | 18,2 | 9,4  | 8,2  |

| Mois                              | jan. | fév. | mars | avril | mai  | juin | jui. | août | sep. | oct. | nov. | déc. |
| --------------------------------- | ---- | ---- | ---- | ----- | ---- | ---- | ---- | ---- | ---- | ---- | ---- | ---- |
| Température minimale moyenne (°C) | 0,9  | 2,1  | 2,6  | 7,14  | 8,9  | 13,1 | 14,8 | 13,6 | 12,4 | 9,3  | 5,3  | 1,5  |
| Température maximale moyenne (°C) | 8,5  | 10,4 | 15,1 | 18,7  | 20,2 | 27,1 | 24,5 | 24,5 | 23,4 | 20,3 | 13,4 | 7,5  |

### Hydrographie

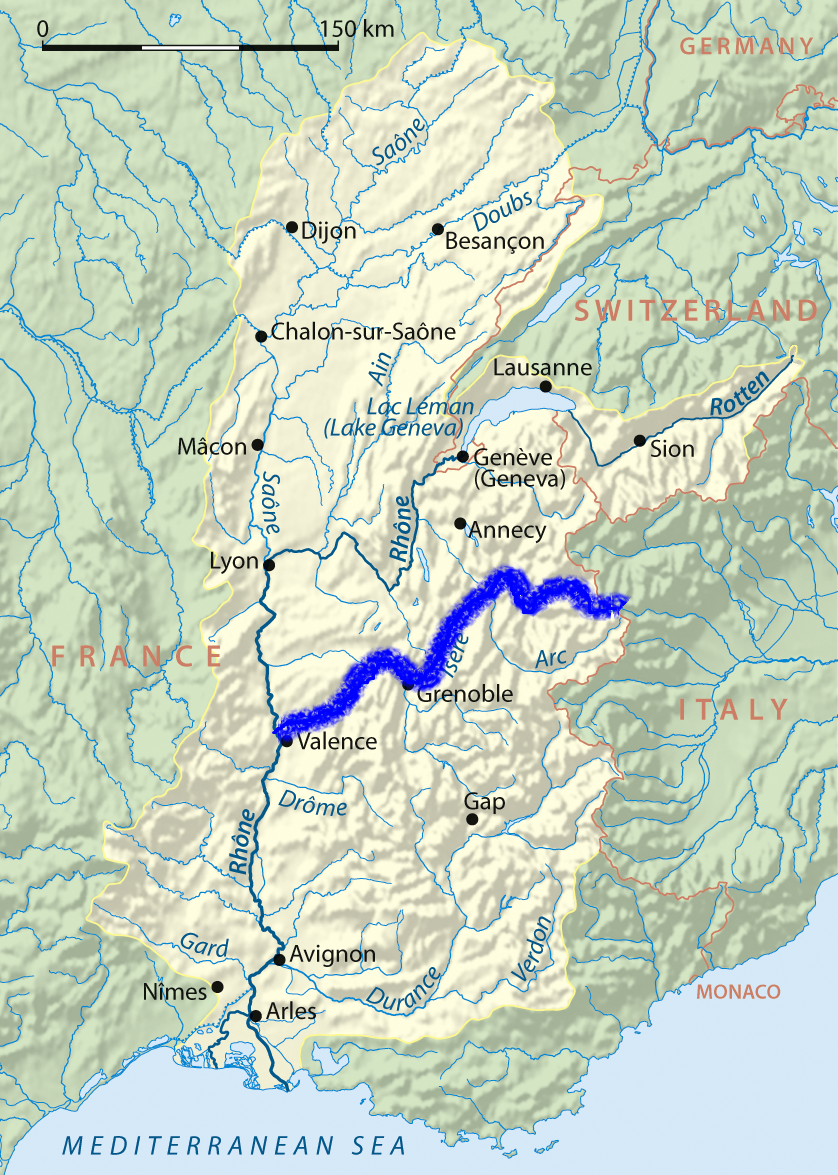
Le cours de l'Isère dans les Alpes françaises. Le territoire de Crolles se situe, grosso modo en son milieu.

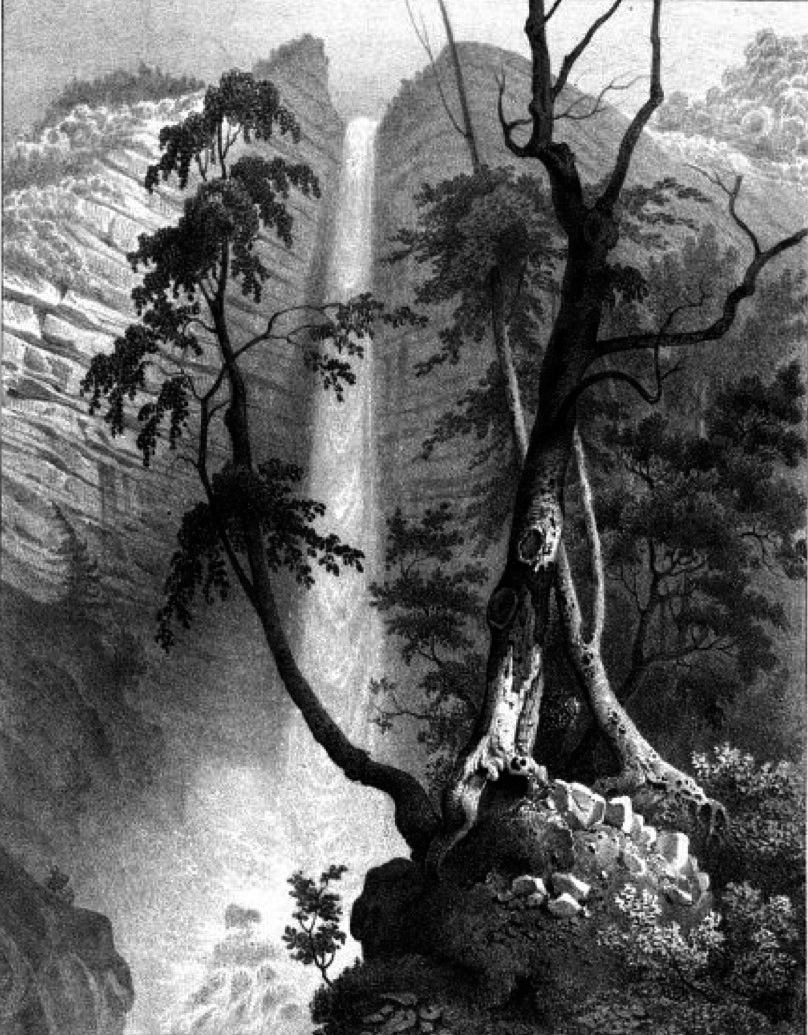
La cascade du ruisseau Craponot, illustrée par Victor Cassien (1808 - 1893).

Le territoire communal est sillonné de plusieurs cours d'eau : une rivière et quelques rus ou ruisseaux qui sont tous ses affluents.

#### L'Isère à Crolles
Le principal cours d'eau est l'Isère, rivière longue de 286 km, dont le bassin versant représente 10 800 km2 qui borde l'est du territoire communal.
Alors qu'elle est au milieu de son parcours à Crolles, l'Isère présente les fluctuations saisonnières de débit assez importantes et typiques d'une alimentation en grande partie nivale, avec des crues de printemps due à la fonte nivale portant le débit mensuel moyen entre 385 et 500 m3/s, d'avril à juillet (avec un maximum en mai et juin), et des basses eaux d'automne-hiver, d'août à février, avec un minimum du débit moyen mensuel de 251 m3 au mois de septembre. On peut donc constater que l'Isère est cours d'eau, qui en règle générale, présente un débit assez abondant, de façon régulière, toute l'année.

#### Les autres cours d'eau
Quatre ruisseaux traversent le territoire communal en s'écoulant depuis le massif de la Chartreuse vers l'Isère. Ces cours d'eau présentent des fluctuations saisonnières de type pluvial, fortement accentuées à la fin du printemps en raison de la fonte nivale.
- Le ruisseau de Craponoz[13]

- la cascade de Craponoz, située entre les communes de Bernin et Crolles forme une chute d'eau spectaculaire, estimée à une hauteur de 50 mètres et qui peut être observée depuis de nombreux endroits du territoire crollois, y compris depuis l'autoroute
- Le ruisseau de Crolles ;
- Le ruisseau des Terreaux ;
- Le ruisseau de Montfort

- ce ruisseau s'écoule dans vers l'Isère et les marais de Montfort qui se situent sur un replat qui forme la base du cône de déjection du ruisseau.

### Voies routières

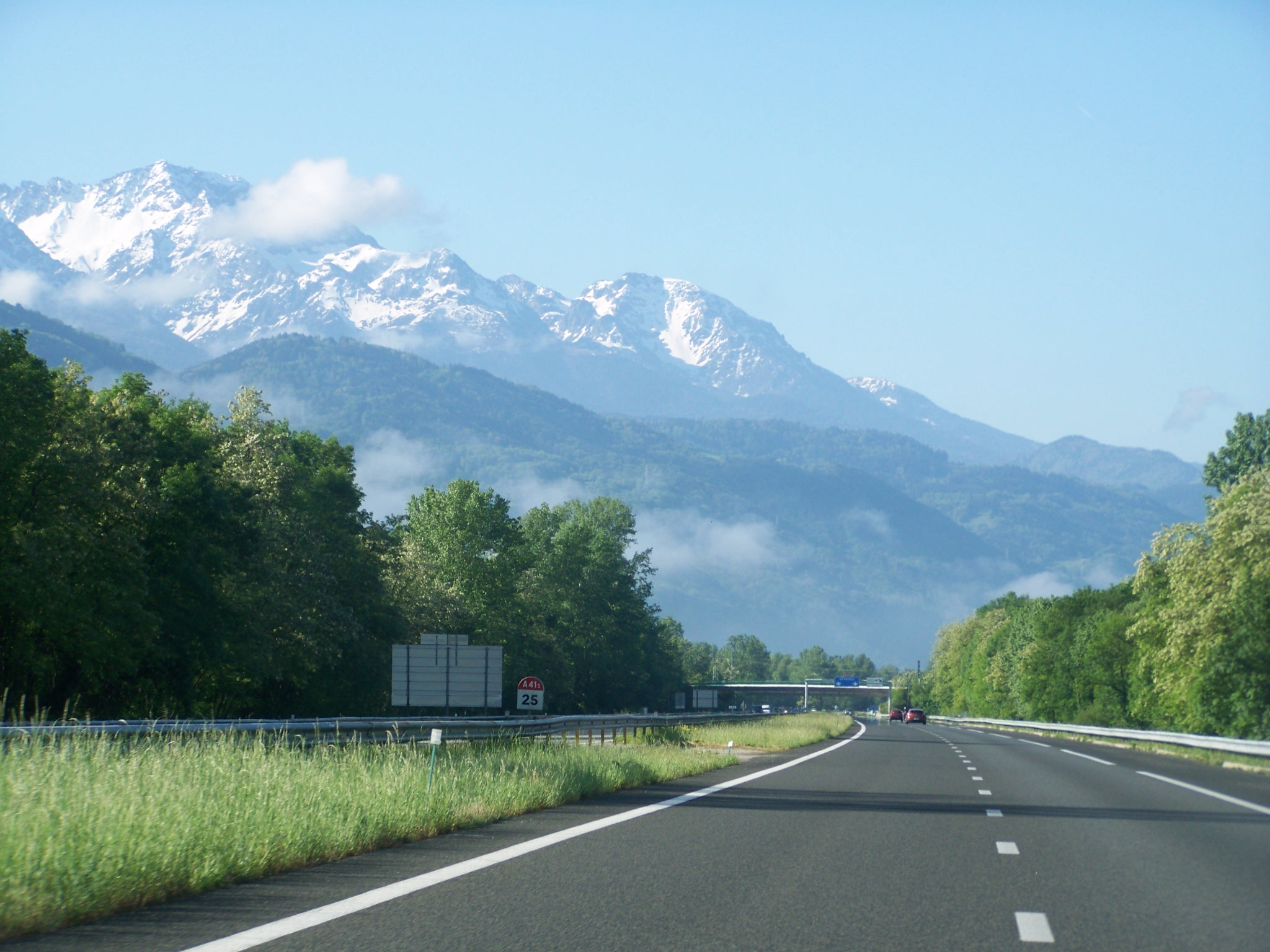
L'A41 dans la vallée du Grésivaudan.

Le territoire de la ville de Crolles est traversé par deux voies à grande circulation, l'autoroute A 41 et l'ancienne route nationale 90.

#### L'autoroute A41

Tracé de l'A41.

L'autoroute A41 relie Grenoble à Genève. Sa date de mise en service remonte à l'année 1981. La section Grenoble – Crolles a été construite pour les JO d'hiver de Grenoble en 1×2 voies mis en double sens, les véhicules roulant alors sur la bande d'arrêt d'urgence.
Cette autoroute est gérée en concession par la société AREA (Société des Autoroutes Rhône-Alpes), laquelle est une société d'autoroutes, filiale du groupe APRR, fondée en 1971.
La barrière de péage, dite de Crolles, est située sur le territoire de la commune. La section de l'autoroute située entre Crolles et l'agglomération grenobloise est proposée en accès gratuit.
- 24 (direction Grenoble) à 127 km : Crolles, Froges, Villard-Bonnot.

#### La route départementale (RD 1090)
L'ancienne route nationale 90, (RN 90), est une ancienne route nationale française reliant avant 2006 la ville de Grenoble au col du Petit-Saint-Bernard. La section traversant le département de l'Isère a été déclassée en route départementale 1090 (RD 1090) et sa gestion a été confiée au département.
La route départementale traverse la commune du nord-est vers le sud-ouest, depuis la sortie du territoire de la commune de Lumbin, jusqu'à l'entrée de la commune de Bernin

#### Les autres routes
La route départementale « RD 10 » relie la commune de Crolles à la commune de Villard-Bonnot (quartier de Brignoud), située sur la rive gauche de l'Isère qu'elle franchit par un pont situé à proximité immédiate de la bretelle de sortie de l'autoroute.

### Transports Publics

#### Les lignes de bus

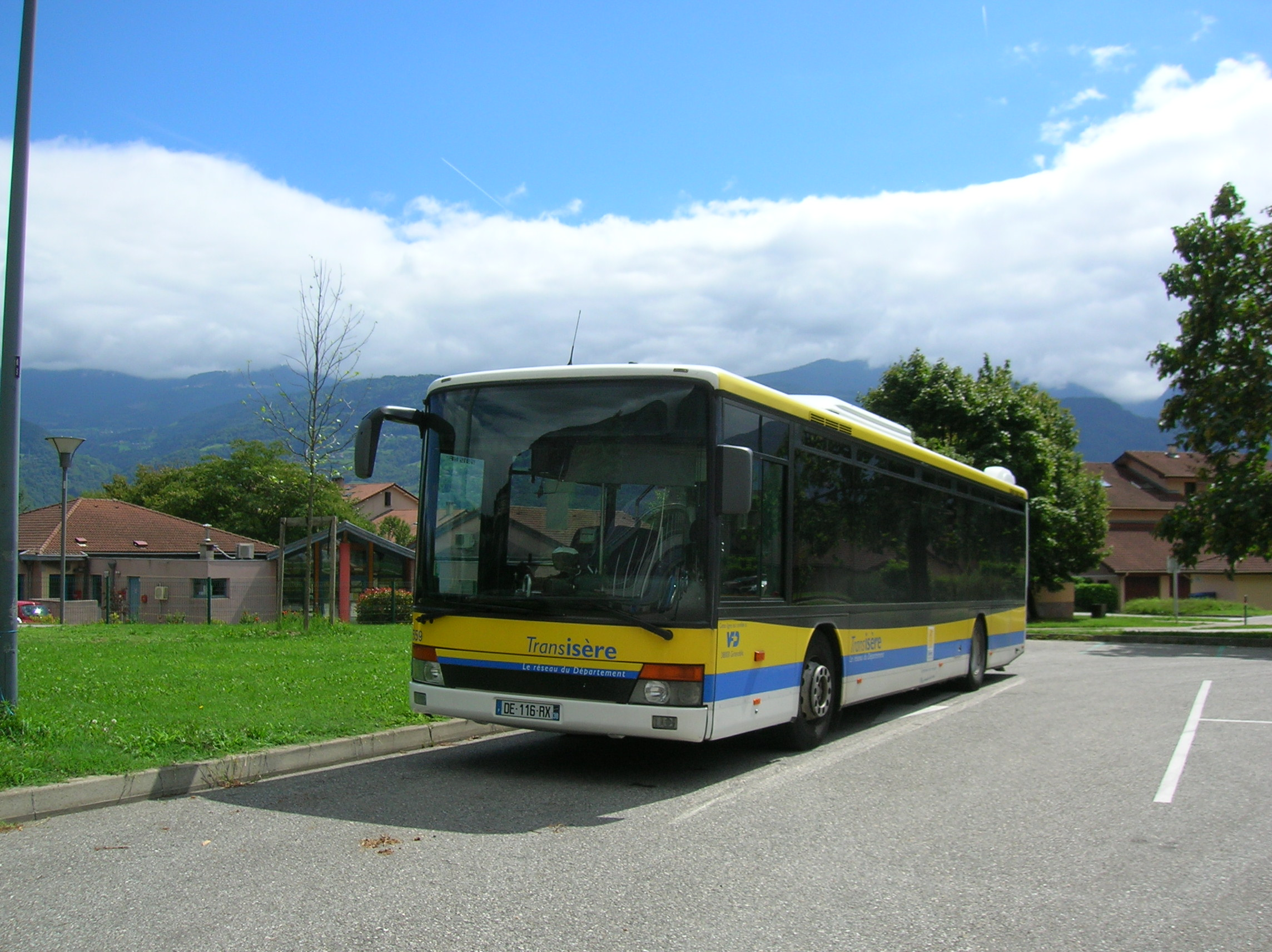
Car de la ligne Transisère à Crolles

La communauté de communes du Pays du Grésivaudan propose le réseau de bus TouGo pour voyager à l’intérieur des 47 communes du territoire et faciliter les déplacements des citoyens. Les lignes concernant les habitants de Crolles sont :
- La ligne G3 : Villard-Bonnot → Crolles → Le Touvet → Goncelin;
- La ligne G2 : Bernin - Cloyères → Domène → Meylan - les Béalieres
- La ligne Navette: Gare de Brignoud →  Crolles → Z.I. de Bernin.

#### Les lignes de cars
La commune est desservie par quatre lignes régulières de cars du réseau interurbain de l'Isère, fonctionnant tous les jours, samedis, dimanches et jours fériés, compris. Il s'agit de la ligne X01 Voiron-Crolles et des lignes T80, T81 et T84.
- la ligne X01 permet entre autres la desserte du polygone scientifique à Grenoble
- la ligne T80 relie Lumbin à Grenoble (Préfecture) par Meylan (Lycée du Grésivaudan) et Saint-Ismier;
- la ligne T84 relie Chambéry à Grenoble;
- la ligne T81 relie Bernin à Gières (campus puis gare) par Crolles et Bernin.

Ces lignes devraient être intégrées en septembre 2024 au réseau du SMMAG avec des modifications de fréquence et d'itinéraires.

#### Le funiculaire de Saint-Hilaire-du-Touvet

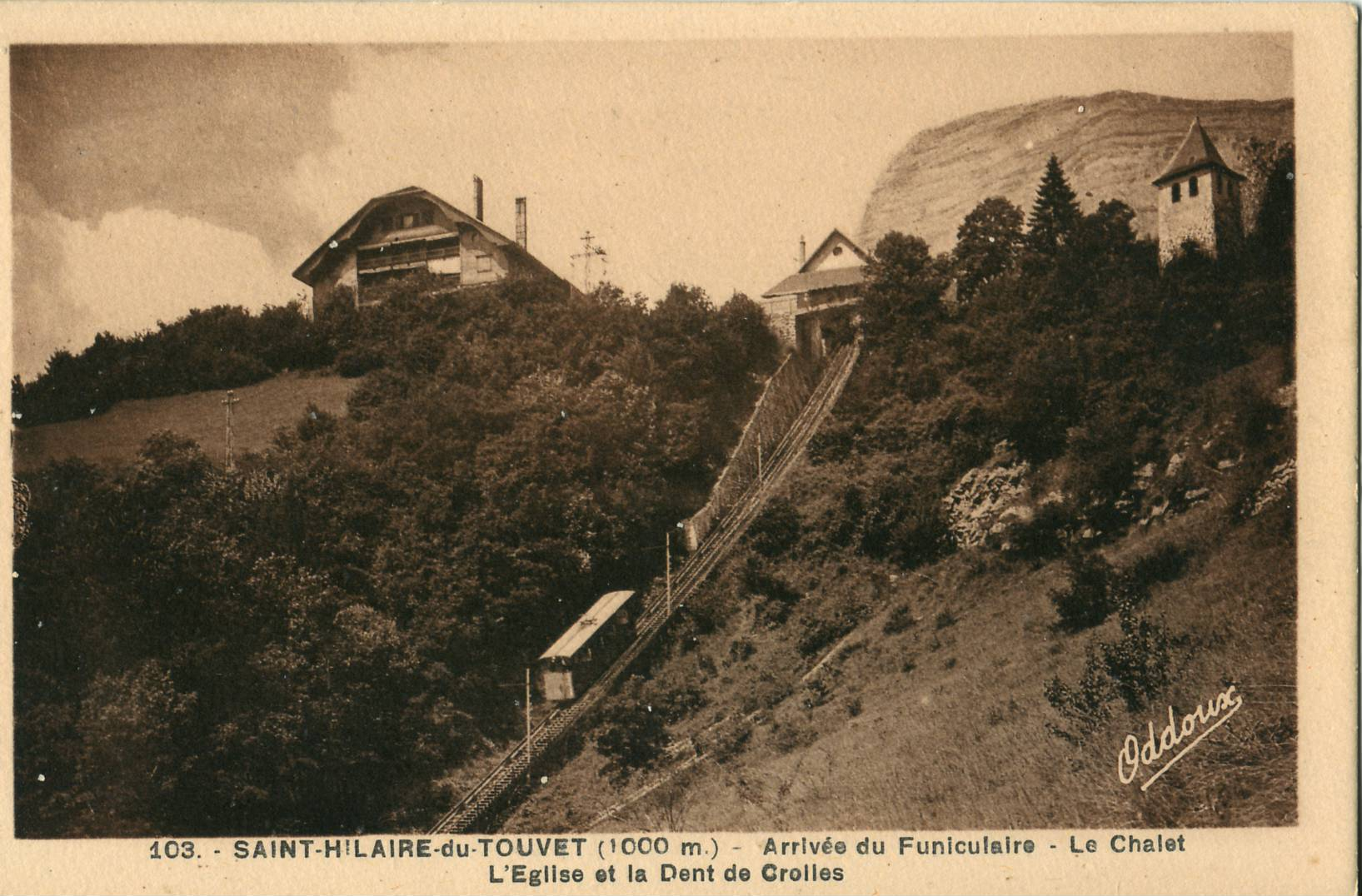
Le funiculaire au début de son exploitation.

Situé dans le petit village de Montfort, juste à la limite territoriale des communes de Lumbin et de Crolles, ce funiculaire, le plus pentu d'Europe (dénivelé de 700 mètres sur une longueur de 1 480 mètres) permet de relier la vallée et la route reliant Grenoble à Chambéry au village de Saint-Hilaire-du-Touvet, situé sur le plateau des Petites-Roches.
Depuis 1977, une régie municipale assure le service et la gestion du funiculaire. Le trafic touristique a été développé grâce à une bonne publicité et l'essor des parapentistes qui utilisent le funiculaire pour remonter sur le plateau, notamment durant la Coupe Icare au mois de septembre.

#### Transport ferroviaire
Il n'y a pas de gare ferroviaire à Crolles. La gare la plus proche est la gare ferroviaire SNCF de Brignoud, située sur le territoire de la commune de Villard-Bonnot et à moins de 4 km du centre de Crolles.
Ce service de transport public est desservi par des trains de la ligne de Grenoble à Montmélian.

## Urbanisme

### Typologie
Au 1er janvier 2024, Crolles est catégorisée centre urbain intermédiaire, selon la nouvelle grille communale de densité à sept niveaux définie par l'Insee en 2022.
Elle appartient à l'unité urbaine de Crolles, une agglomération intra-départementale regroupant deux  communes, dont elle est ville-centre,,. Par ailleurs la commune fait partie de l'aire d'attraction de Grenoble, dont elle est une commune de la couronne,. Cette aire, qui regroupe 204 communes, est catégorisée dans les aires de 700 000 habitants ou plus (hors Paris),.

### Occupation des sols
L'occupation des sols de la commune, telle qu'elle ressort de la base de données européenne d’occupation biophysique des sols Corine Land Cover (CLC), est marquée par l'importance des territoires agricoles (36,6 % en 2018), en diminution par rapport à 1990 (45,1 %). La répartition détaillée en 2018 est la suivante : 
terres arables (31,7 %), forêts (29 %), zones urbanisées (21,8 %), zones industrielles ou commerciales et réseaux de communication (9,3 %), zones agricoles hétérogènes (4,9 %), espaces ouverts, sans ou avec peu de végétation (2,1 %), eaux continentales (1,1 %). L'évolution de l’occupation des sols de la commune et de ses infrastructures peut être observée sur les différentes représentations cartographiques du territoire : la carte de Cassini (XVIIIe siècle), la carte d'état-major (1820-1866) et les cartes ou photos aériennes de l'IGN pour la période actuelle (1950 à aujourd'hui).

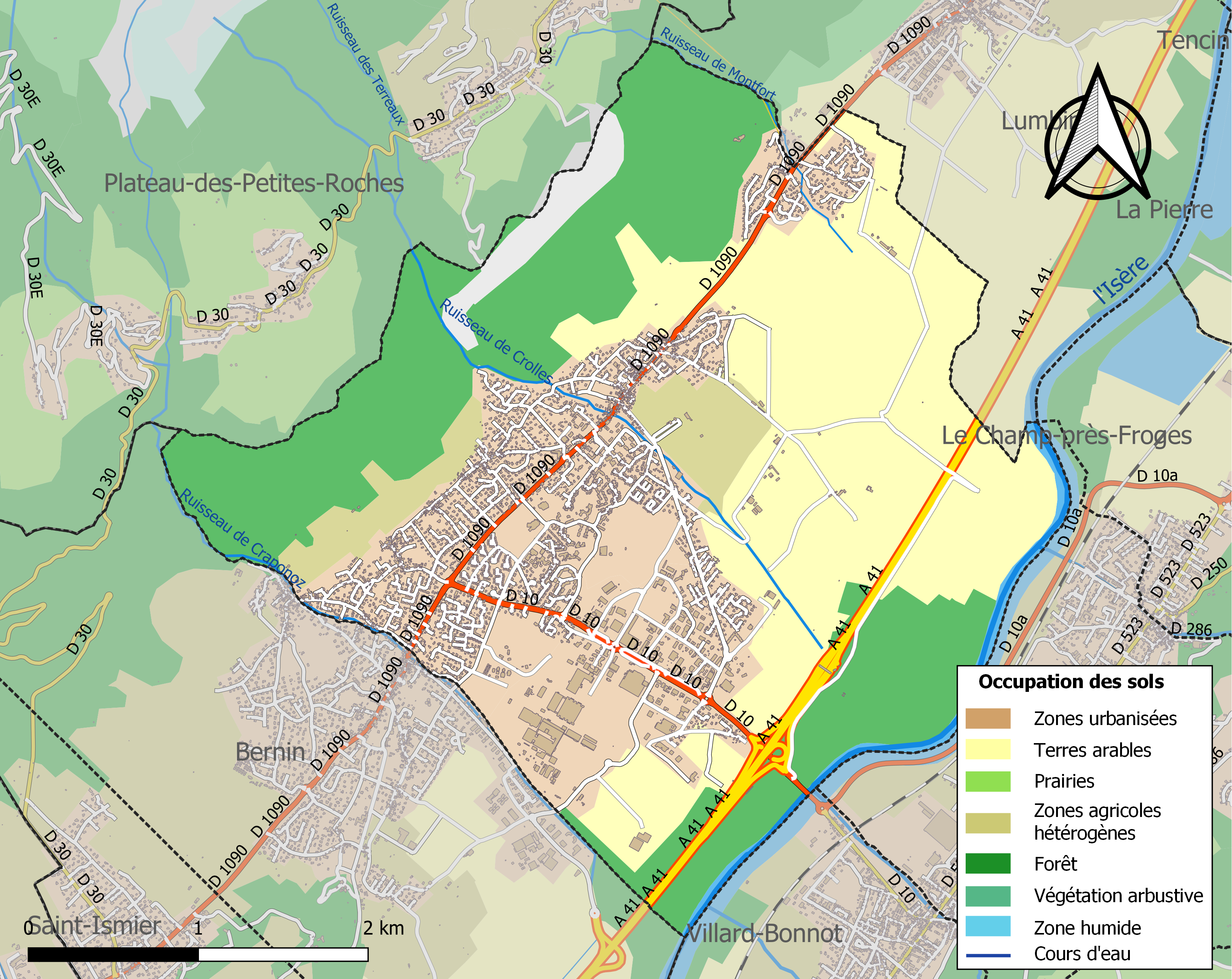
Carte des infrastructures et de l'occupation des sols de la commune en 2018 (CLC).

### Morphologie urbaine
Durant les deux derniers siècles, le bourg ancien de Crolles s'est étendu depuis le pied de la falaise du massif de la Chartreuse vers la plaine de l'Isère et a fini par absorber la quasi-totalité de ses nombreux hameaux devenus, au fil du temps, de simples quartiers de la commune. Le tissu urbain n'étant encore pas trop dense, on peut encore reconnaître certaines spécificités au niveau de ces quartiers, certains d'entre eux présentant encore un aspect rural assez marqué. Quelques zones agricoles côtoient des zones industrielles et des zones commerciales et artisanales.

### Hameaux, Lieux-dits et écarts
Voici, ci-dessous, la liste complète des hameaux, quartiers et lieux-dits résidentiels urbains comme ruraux de la commune de Crolles, présentés selon un axe nord-sud et selon les références de carte publié sur le site de l'Inventaire national du patrimoine naturel :
| - Montfort (village) - Le Coteau (Village de Montfort) - Le Beauvoir (Village de Montfort) - Les Tailloux - Les Ardillais - Les Fragnes - Les Charmanches - Craponoz - Brondières | - La Tuilerie (Zone commerciale) - Les Palisses - Les Ayes - Les Maréchales - Les Vorses (Zone Industrielle) - La Tuilerie - Le Rafour - La Chêvre - Les îles |

Le secteur des « îles », situé près de l'Isère comprend plusieurs parties : Les « îles des Trappes », Les « îles Mayard », les « îles Rafour » et les « îles d'Amblard ».

### Risques naturels et technologiques

#### Risques sismiques
L'ensemble du territoire de la commune de Crolles est situé en zone de sismicité no 4 (sur une échelle de 1 à 5), comme la plupart des communes de son secteur géographique.
| Type de zone | Niveau            | Définitions (bâtiment à risque normal) |
| ------------ | ----------------- | -------------------------------------- |
| Zone 4       | Sismicité moyenne | accélération = 1,6 m/s2                |

## Toponymie
Le nom du village de « Crolles » est issu du bas latin crotalare qui a donné crollar en vieux provençal et signifie « crouler », ou d'une variante latine corotulare qui a donné « croller »,, ce qui peut être interprété comme une zone d'éboulement, d'écroulement,.

## Histoire

### Préhistoire et Antiquité

#### Préhistoire
À compter du IVe millénaire av. J.-C., la mise en culture progressive des terroirs sur les flancs du Grésivaudan et de la Combe de Savoie par des paysans néolithiques a pu être constatée par des recherches archéologiques.

#### Antiquité

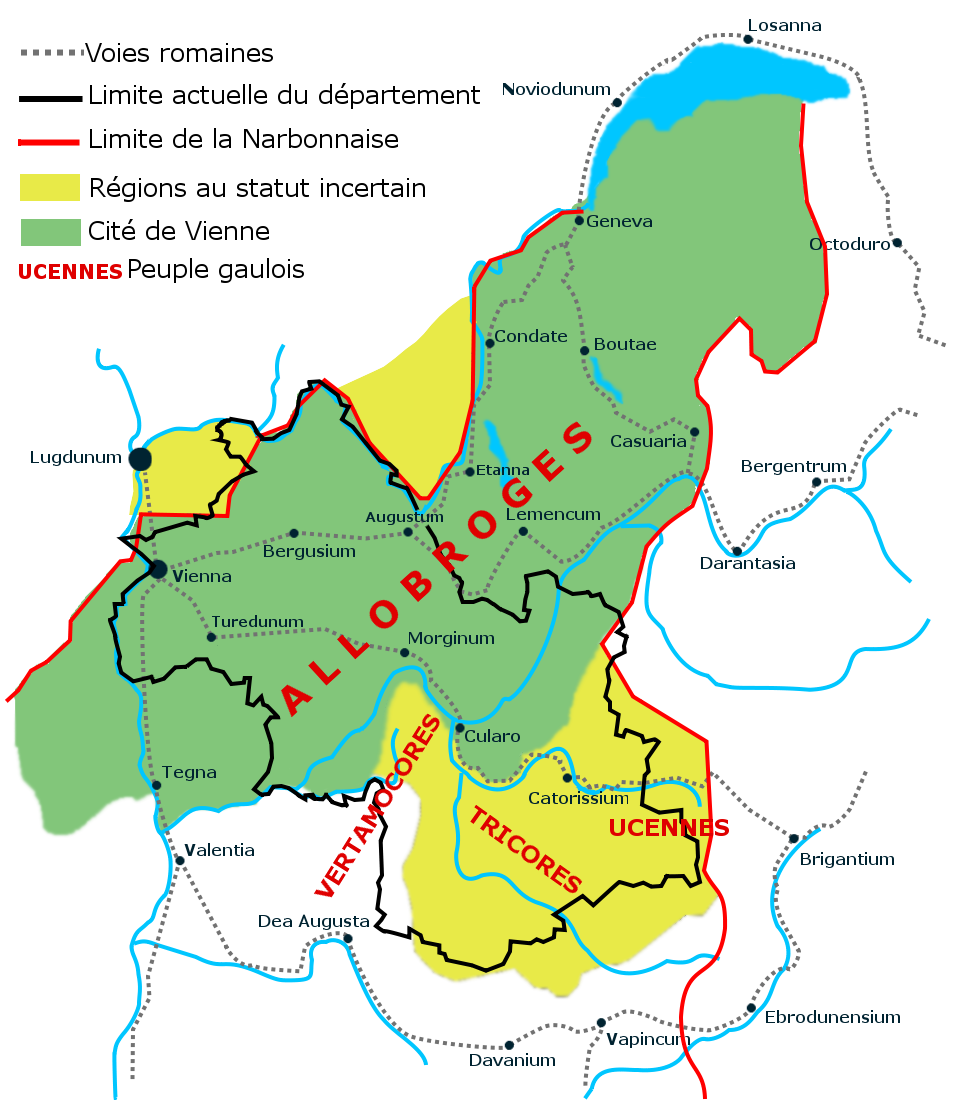
Le territoire des Allobroges.

Durant la période antique, dans la vallée de l'Isère et donc sur le site de l'actuelle ville de Crolles, les premiers résidents, historiquement connus, sont les Allobroges, qui s’y sont installés à partir du Ve siècle avant notre ère. Ce peuple occupait la zone la plus vaste allant du nord du Vercors et de Belledonne en passant par le Grésivaudan et sur une grande partie de la région qui sera dénommée plus tard la Sapaudia et qui deviendra la Savoie.
Entre 125 et 118 av. J.-C., les peuples gaulois du sud-est, qu'étaient les Allobroges, les Arvernes et les Voconces, connurent un certain nombre de défaites successives face à Rome, et cette dernière put dominer une vaste contrée allant des Alpes aux Pyrénées donnant naissance à la province de la Gaule transalpine.
La première évangélisation de la région de Crolles et de la vallée aurait été effectuée par Nazaire de Milan, né à Rome dans le premier siècle de l'ère chrétienne et qui décida d’aller prêcher l'évangile en Gaule, sans qu'on puisse connaitre la part de la réalité et la part de la légende de cette action. Celui que la tradition chrétienne dénomme « Saint Nazaire » aurait donc passé les Alpes et longé l'Isère dès le premier siècle de notre ère ; ses premiers pas l’ont sans doute mené en Grésivaudan mais les détails manquent sur son itinéraire apostolique. On sait, cependant, qu’il s'est rendu à Cimiez, ville romaine proche de Nice, où il a rencontré son disciple Celse dont il ne devait plus se séparer. Son zèle a indisposé le gouverneur de Cimiez, qui l'a fait jeter en prison, et il aurait sans doute payé de sa vie sans l’intervention de la femme du gouverneur. Une commune située à proximité du territoire crollois a gardé ce souvenir dans son nom officiel, celle de Saint-Nazaire-les-Eymes.
À partir du Ve siècle, le pouvoir reste aux mains du clergé, malgré les grandes invasions et l'arrivée des Burgondes qui, profitant de l'effondrement de l'Empire romain d'Occident, fondent un royaume qu'ils étendent vers la Suisse romande actuelle et le quart Sud-Est de la Gaule.

### Moyen Âge

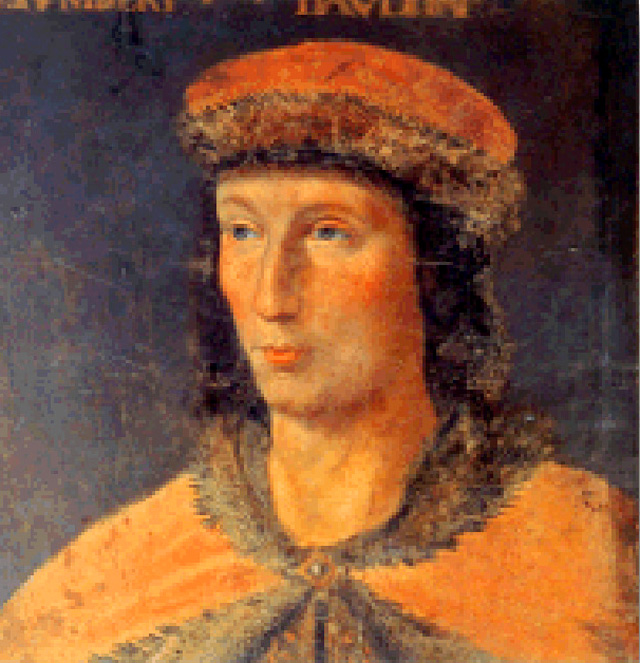
Le Dauphin Humbert II de Viennois, le dernier des dauphins du Viennois

De nombreuses luttes féodales au Moyen Âge entre la Savoie et le Dauphiné dévastent le Grésivaudan et par voie de conséquence une partie de la commune.
Crolles se situe sur le domaine des seigneurs de Montfort, du nom d'un village et de son château datant de 1261 et dont les ruines partiellement restaurées se situent sur le territoire communal.
Dès le XIIIe siècle, grâce notamment à son agriculture, à son artisanat, et à son industrie, la région de Crolles et du Grésivaudan connaissent une grande activité commerciale; la vallée bénéficiait de ce dynamisme, du fait de sa position de voie de passage unique entre les régions du Bas-Dauphiné, du Valentinois et de la Provence vers les régions de la Savoie, de Genève et du bassin lémanique.
Le Dauphin, Humbert II offrit en 1334 ou en 1343 à Amblard de Beaumont, son principal ministre, le fief de Beaumont ainsi que tous ses biens situés sur la paroisse de Le Touvet qui comprend les terres du Touvet et de Crolles. Les Beaumont ont ainsi porté le titre de seigneurs de Crolles et de Montfort jusqu'en 1617
Entre le Moyen Âge et la Révolution Industrielle, les Crollois étaient majoritairement des agriculteurs, des vignerons et des éleveurs. Les plantations étaient situées en relative altitude sur les coteaux, car la présence de marais rendait la culture délicate.
Du  milieu du XIVe siècle jusqu'au XVIIe siècle les conditions climatiques sont très difficiles : hivers très rigoureux, canicule en été, de multiples famines font diminuer la population.

### Temps Modernes
Louis XII, traverse le Grésivaudan en 1507 et se déclare « enchanté par la diversité de ses plantements, par les tours en serpentant qu'y fait la rivière Isère », l'appela « le plus beau jardin de France ».

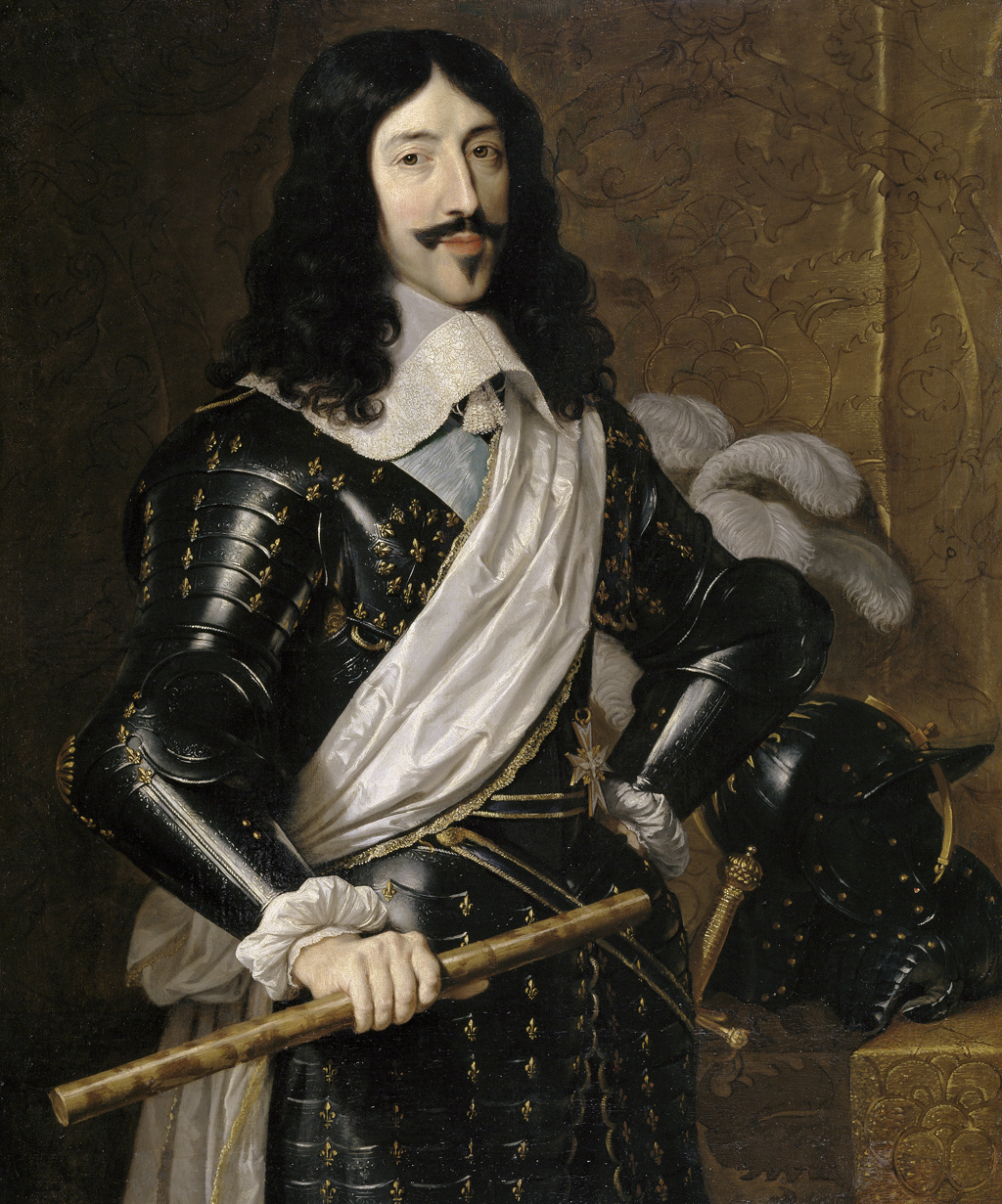
Louis XIII visita le château de Crolles

En l'an 1600, le roi de France Henri IV se rend à Crolles pour y visiter le château, son fils, le roi Louis XIII en fera de même en 1639, en compagnie de son principal ministre le cardinal de Richelieu.
Étienne Le Camus, aumônier du roi Louis XIII, cardinal et évêque de Grenoble de 1671 à 1707 réorganise les paroisses de son diocèse dès la première année de son épiscopat. Crolles devint dès cette époque et jusqu’à la Révolution le chef-lieu d’un archiprêtré rural regroupant les paroisses de Bernin, de Saint-Hilaire, de Saint-Pancrasse, de Saint-Ismier et de La Terrasse.

### Époque Contemporaine

#### Révolution française dans le Dauphiné et à Crolles
La Révolution française, dont les prémices ont été ressenties très tôt dans le Dauphiné, comme en témoigne la célèbre journée des Tuiles, séries d'émeutes survenues à Grenoble le 7 juin 1788, puis la Réunion des états généraux du Dauphiné organisée le 21 juillet de la même année, est suivie par l'ensemble des populations locales y compris à Crolles et dans le Grésivaudan.
La roi Louis XVI convoque, dès lors, l'Assemblée provinciale du Dauphiné (créée par Necker en 1779). Celle-ci est composée de trente membres du clergé, soixante de la noblesse et quatre-vingt-dix du Tiers État. Ces États de la Province du Dauphiné, préparatoires à la future convocation des États généraux de 1789, se dérouleront sur plusieurs sessions, la dernière étant tenue à Romans-sur-Isère entre le 1er décembre 1788 et le 16 janvier 1789.

#### LeXIXesiècle

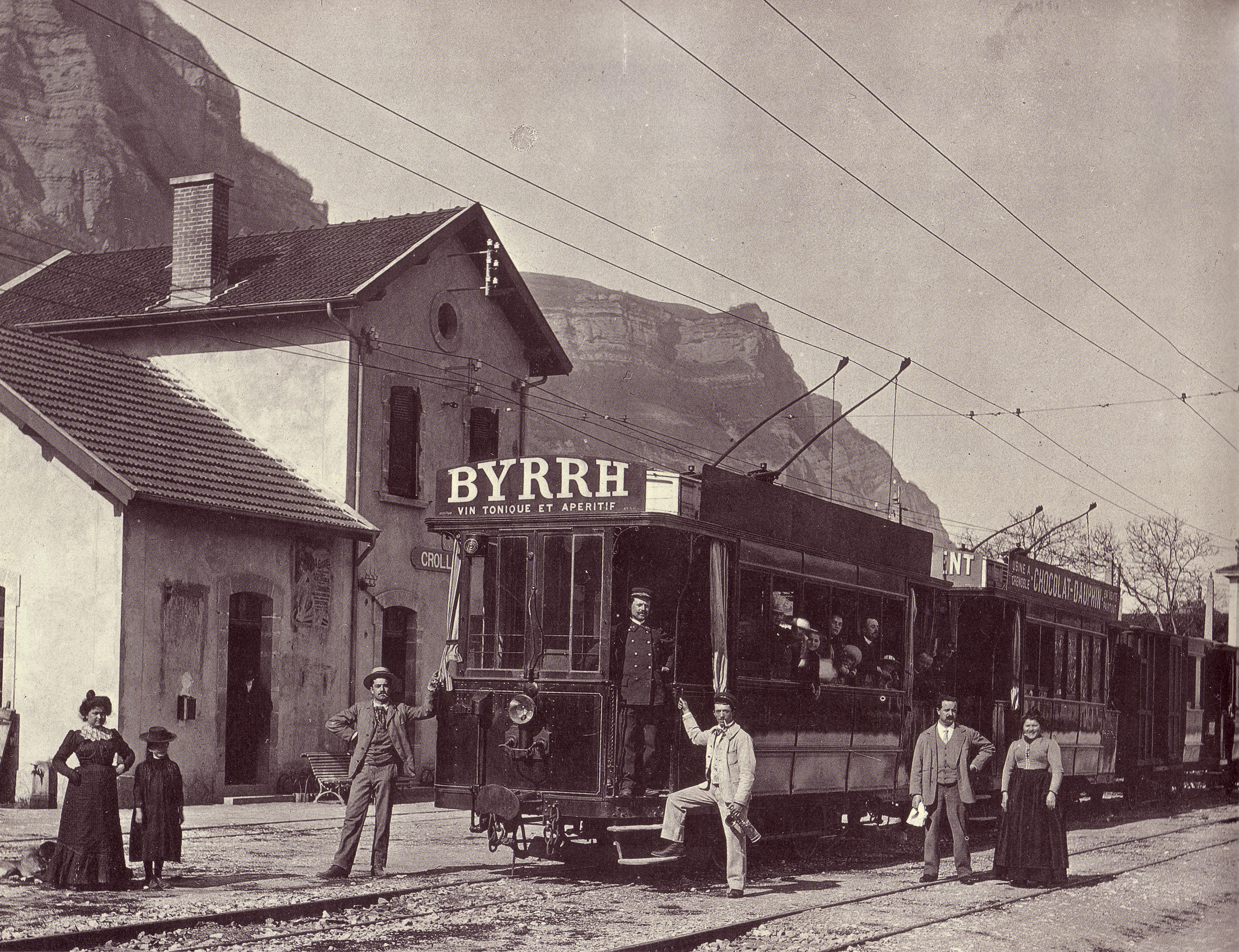
Gare de Crolles, desservie entre 1899 et 1937 par le tramway Grenoble - Chapareillan

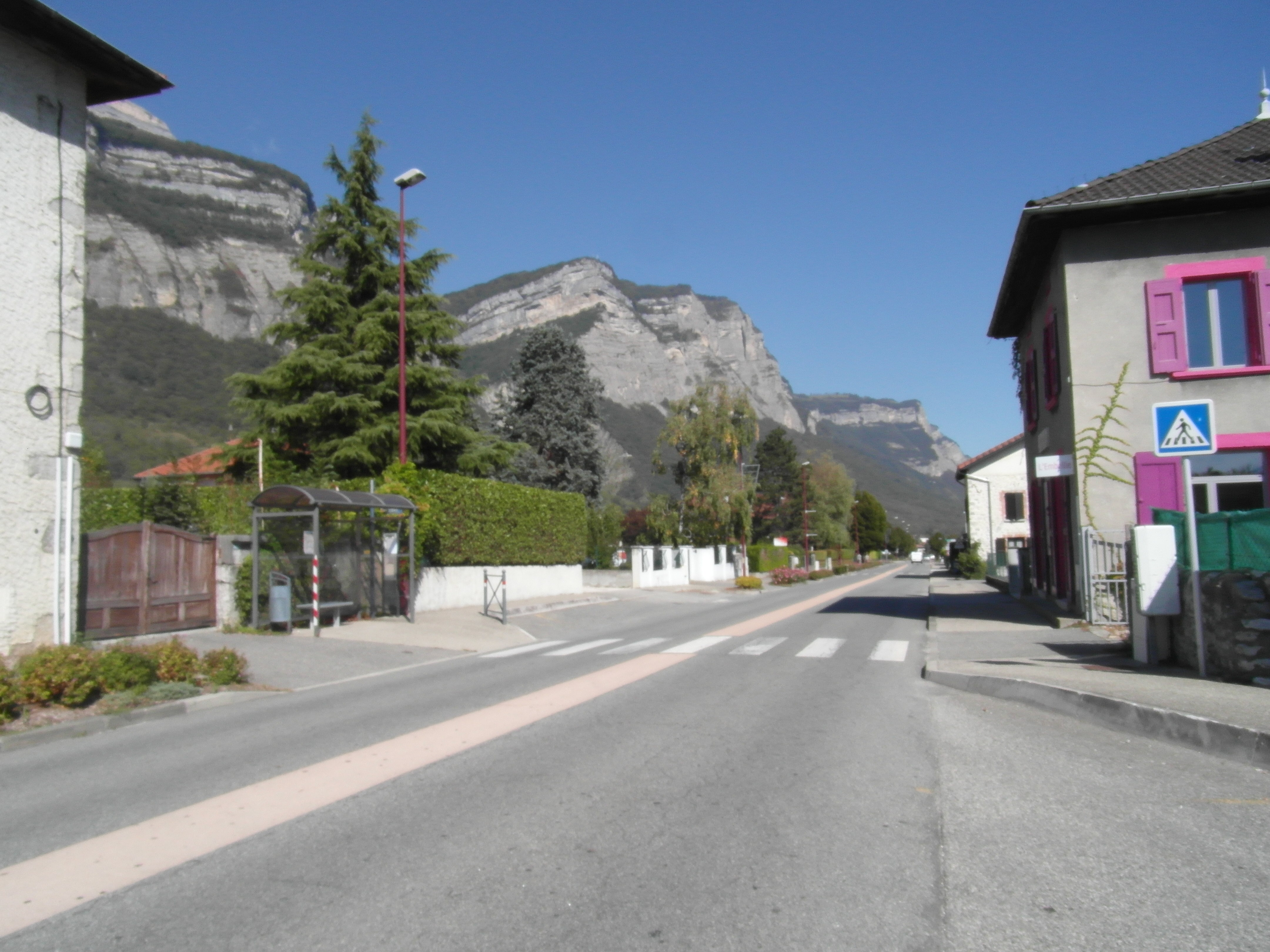
L'avenue Joliot-Curie, ancienne RN 90, en 2015

En 1840, remplaçant un bac dépassé par la fréquentation, un pont fut construit pour rallier le village de Brignoud et la rive gauche de l'Isère
Dès le XVIIIe siècle, en raison de la demande de la population et de l'augmentation du prix du vin, les champs de blé furent remplacés par des vignobles de qualité médiocre et la culture du raisin atteignit son apogée à la seconde moitié du XIXe siècle puis la vigne fut atteinte par le phylloxéra dès 1860 et s'éteignit progressivement, remplacée par des champs de mais.
La ligne tramway de Grenoble à Chapareillan (abrégé TGC) est ouverte graduellement sur une période de plus de deux ans entre 1899 et 1901, en suivant l'avancement des travaux. Cette ligne qui dessert la commune de Crolles est tout d'abord uniquement réservée au transport de voyageurs, puis un arrêté du 19 mars 1900 autorise le transport de marchandises qui débute dès le lendemain. La ligne sera supprimée dans les années 1930.

#### LeXXesiècleet leXXIesiècle
À la suite du phénomène de l'exode rural, la population a rencontré  une lente décroissance, jusqu'à 964 habitants en 1946, puis le mouvement d’urbanisation finit par renverser la tendance et l’augmentation de la population crolloise s'est accentuée depuis 1968. En 2008 la commune comptait 8 601 habitants.
En ce début du XXIe siècle la commune se présente comme un des centres urbains les plus développés au niveau industriel et commercial de la vallée du Grésivaudan et elle est notamment la ville siège de la Communauté de communes du Pays du Grésivaudan depuis le 1er janvier 2009.
Quelques dates importantes de l'histoire de Crolles
  Quelques dates de l'histoire du Dauphiné et de la France -   Histoire de Crolles et du Grésivaudan

## Politique et administration

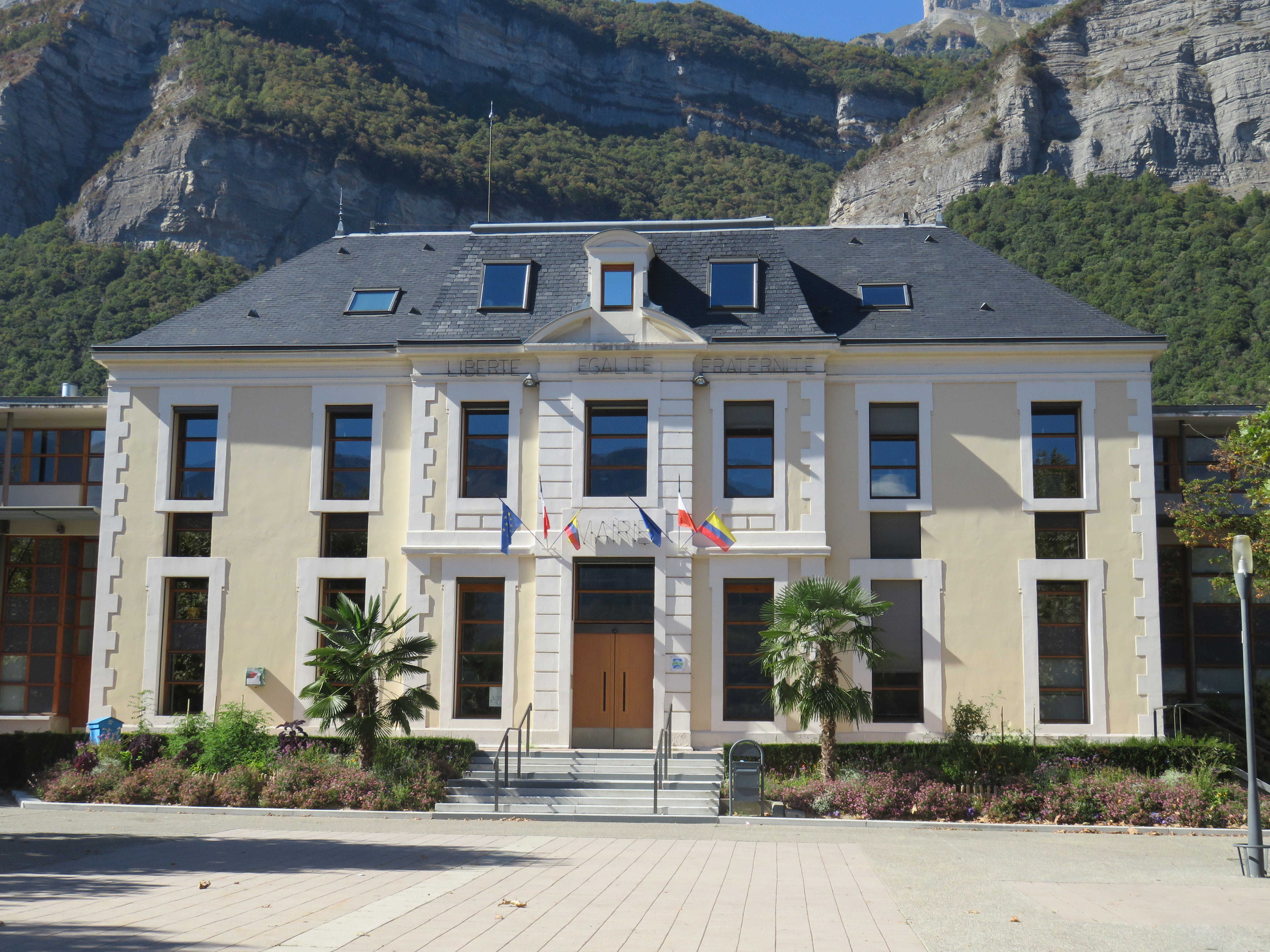
Mairie de Crolles

### Administration municipale
Le maire actuel de Crolles est assisté dans sa fonction, par huit adjoints au maire, dont quatre hommes et quatre femmes.
En 2020, le conseil Municipal compte 29 membres, dont 22 siègent dans le groupe de la majorité municipale et 7 dans l'opposition. Les délibérations du conseil municipal sont publiques.

### Intercommunalité
Six élus, parmi les membres du conseil municipal, siègent à la Communauté de communes du Pays du Grésivaudan, collectivité qui rassemble 47 communes et qui remplace depuis le 1er janvier 2009, quatre anciennes communautés de communes : du Moyen-Grésivaudan, du Haut-Grésivaudan, des balcons de Belledonne et du plateau des Petites-Roches.

### Tendances politiques et résultats

#### Élections nationales

##### Élections présidentielles
| Candidat           | 1er tour | 1er tour | 2e tour | 2e tour  |
| Candidat           | Crolles  | National | Crolles | National |
| ------------------ | -------- | -------- | ------- | -------- |
| François Hollande  | 33,87 %  | 28,63 %  | 59,89 % | 51,64 %  |
| Nicolas Sarkozy    | 22,45 %  | 27,18 %  | 40,11 % | 48,36 %  |
| Marine Le Pen      | 11,98 %  | 17,90 %  |         |          |
| Jean-Luc Mélenchon | 13,92 %  | 11,10 %  |         |          |
| François Bayrou    | 10,60 %  | 9,13 %   |         |          |
| Votants            | 87,93 %  | 79,48 %  | 87,69 % | 80,35 %  |

| Candidat           | 1er tour | 1er tour | 2e tour | 2e tour  |
| Candidat           | Crolles  | National | Crolles | National |
| ------------------ | -------- | -------- | ------- | -------- |
| Emmanuel Macron    | 34,48 %  | 24,01 %  | 80,17 % | 66,10 %  |
| François Fillon    | 16,99 %  | 20,01 %  |         |          |
| Jean-Luc Mélenchon | 21,39 %  | 19,58 %  |         |          |
| Marine Le Pen      | 12,74 %  | 21,30 %  | 19,83 % | 33,90 %  |
| Benoît Hamon       | 8,34 %   | 6,36 %   |         |          |
| Votants            | 83,66 %  | 77,77 %  | 81,58 % | 74,56 %  |

#### Élections locales

##### Élections municipales 2014
Lors de la dernière élection municipale de 2014, monsieur François Brottes, le maire sortant de la commune, ne se représente pas afin de respecter la règle de non-cumul des mandats et c'est monsieur Philippe Lorimier qui figure comme tête de liste représentant donc la majorité municipale, de gauche, sortante. Celui-ci remporte très nettement le premier tour face à une liste unique, sans étiquette politique revendiquée et représenté par un candidat en tête de liste, monsieur Christophe Lemonias.
|                                                                              | Nombre de voix | Pourcentage |
| Philippe Lorimier (Crolles, un territoire en mouvement - Union de la gauche) | 2 207          | 63,61 %     |
| Christophe Lemonias (La parole aux crollois - Divers)                        | 1 263          | 36,39 %     |

Le nombre d'abstentionnistes est assez élevé pour cet unique tour de scrutin avec un taux de 41,11 %

### Liste des maires
| Période                                  | Période      | Identité            | Étiquette | Qualité                                                                  |
| ---------------------------------------- | ------------ | ------------------- | --------- | ------------------------------------------------------------------------ |
| Les données manquantes sont à compléter. |              |                     |           |                                                                          |
| mai 1953                                 | 1986         | Paul Jargot         | PCF       | Sénateur de l'Isère (1974-1983)                                          |
| 1986                                     | juillet 2005 | Jean-Claude Paturel | PCF       |                                                                          |
| août 2005                                | avril 2014   | François Brottes    | PS        | Directeur de société, Député (1997-2015) Conseiller régional (1992-1998) |
| avril 2014                               | En cours     | Philippe Lorimier   | PS        | Cadre supérieur                                                          |

### Politique de développement durable
La commune a engagé une politique de développement durable en lançant localement le plan d'action de l'Agenda 21 en 2000.

## Population et société

### Démographie
L'évolution du nombre d'habitants est connue à travers les recensements de la population effectués dans la commune depuis 1793. Pour les communes de moins de 10 000 habitants, une enquête de recensement portant sur toute la population est réalisée tous les cinq ans, les populations de référence des années intermédiaires étant quant à elles estimées par interpolation ou extrapolation. Pour la commune, le premier recensement exhaustif entrant dans le cadre du nouveau dispositif a été réalisé en 2007.

En 2022, la commune comptait 8 463 habitants, en évolution de +2,01 % par rapport à 2016 (Isère : +3,07 %, France hors Mayotte : +2,11 %).
| 1793  | 1800  | 1806  | 1821  | 1831  | 1836  | 1841  | 1846  | 1851  |
| ----- | ----- | ----- | ----- | ----- | ----- | ----- | ----- | ----- |
| 1 110 | 1 294 | 1 412 | 1 500 | 1 511 | 1 554 | 1 600 | 1 632 | 1 549 |

| 1856  | 1861  | 1866  | 1872  | 1876  | 1881  | 1886  | 1891  | 1896  |
| ----- | ----- | ----- | ----- | ----- | ----- | ----- | ----- | ----- |
| 1 472 | 1 439 | 1 404 | 1 365 | 1 386 | 1 276 | 1 311 | 1 177 | 1 167 |

| 1901  | 1906  | 1911  | 1921  | 1926  | 1931  | 1936  | 1946 | 1954  |
| ----- | ----- | ----- | ----- | ----- | ----- | ----- | ---- | ----- |
| 1 150 | 1 103 | 1 028 | 1 021 | 1 162 | 1 213 | 1 102 | 964  | 1 228 |

| 1962  | 1968  | 1975  | 1982  | 1990  | 1999  | 2006  | 2007  | 2012  |
| ----- | ----- | ----- | ----- | ----- | ----- | ----- | ----- | ----- |
| 1 548 | 1 723 | 2 102 | 3 492 | 5 829 | 8 260 | 8 416 | 8 429 | 8 237 |

| 2017  | 2022  | - | - | - | - | - | - | - |
| ----- | ----- | - | - | - | - | - | - | - |
| 8 247 | 8 463 | - | - | - | - | - | - | - |

### Enseignement
Rattachée à l'académie de Grenoble (Zone A), la commune de Crolles compte plusieurs établissements scolaires.

#### Écoles maternelles
Quatre établissements scolaires de maternelle sont présents dans la commune: l'école Clapisses, située place Nelson Mandela; l'école Soleil, située dans le secteur de la mairie; l'école Ardillais, située dans le secteur du 8 mai 1945 et l'école Charmanches, située dans le secteur des Charmanches.

#### Écoles primaires
Quatre établissements scolaires d'enseignement primaire sont également présents dans la commune : l'école Belledonne, située place Nelson Mandela; l'école de la Cascade, située dans le secteur de la mairie; l'école Chartreuse, située dans le secteur du 8 mai 1945; l'école des Sources, située dans le secteur des Charmanches.

#### Collège et lycée
Il existe également un établissement du cycle secondaire : le collège Simone de Beauvoir est un établissement public, situé non loin du centre de Crolles. Celui présentait un effectif de 592 élèves lors de la rentrée scolaire 2017/2018. L'établissement héberge plusieurs ULIS.
Il n'y a pas de lycée installé sur le territoire de Crolles, les deux établissements de ce degré les plus proches sont le Lycée Marie Reynoard et le Lycée horticole de Grenoble Saint-Ismier.

### Équipements et événements sportifs

#### Les équipements sportifs

##### Gymnase Guy Bolès
Le gymnase Guy Bolès a une superficie totale de 2 122 m2 avec deux salles : une salle multisports avec des tribunes permettant la pratique de plusieurs disciplines comme le basket-ball, le volley-ball, le badminton.. et une seconde, une salle de gym, composée de deux grands praticables pour la pratique de la Gymnastique artistique, acrobatique et rythmique.

Le gymnase accueille des événements sportifs tels que les Championnats de France Ufolep de Gymnastique artistique en juin 2015.

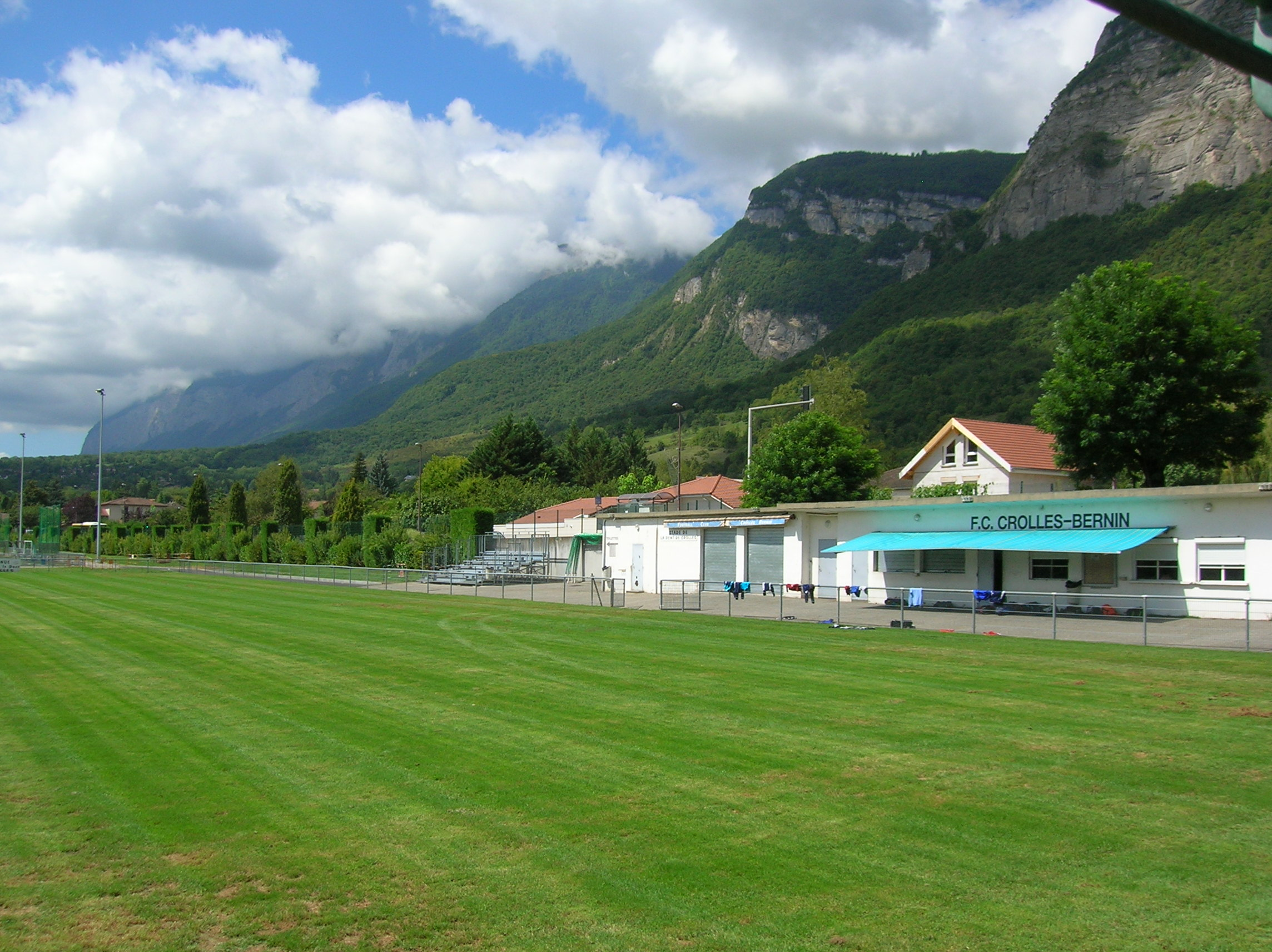
Le tribune du Stade de Crolles

##### Stade de la Dent de Crolles
Le stade de la Dent de Crolles qui comprend deux terrains est le site officiel d'entrainement de l'équipe locale de football, le FC Crolles-Bernin, inscrit à la ligue Rhône-Alpes de Football.
Le Football Club de Crolles-Bernin a été créé sous l'impulsion de Paul Jargot, le Maire de Crolles), du Curé de la paroisse et de quelques amis à la fin de la Seconde Guerre mondiale. À la fin de la saison 1973-1974, l'équipe féminine est vainqueur de la Coupe du Dauphiné pour sa première année d'existence. Au terme de la saison 1976-1977, ce sont les juniors masculins , qui remportent le championnat du Dauphiné et la Coupe du Dauphiné. Les couleurs du club de Crolles-Bernin sont le Bleu et Blanc.

##### Centre nautique de Crolles
La piscine du centre nautique municipal est ouverte tous les jours de l'année, avec trois nocturnes par semaine. Le centre dispose de deux bassins : un bassin de 25 mètres pour l'activité sportive et ludique et un petit bassin d’initiation pour les jeunes enfants. Durant l’été, le centre nautique présente une ouverture vers l’extérieur avec une pelouse.

##### Skate park de la Marelle
Situé dans le complexe de la Marelle, le skate park  de Crolles d'une surface de 1 500 m2 avec 500 m2 de bowl est ouvert depuis 2008. Le parc est situé dans un lieu ensoleillé et il est équipé d'un point d'eau.

##### Crolles tennis club

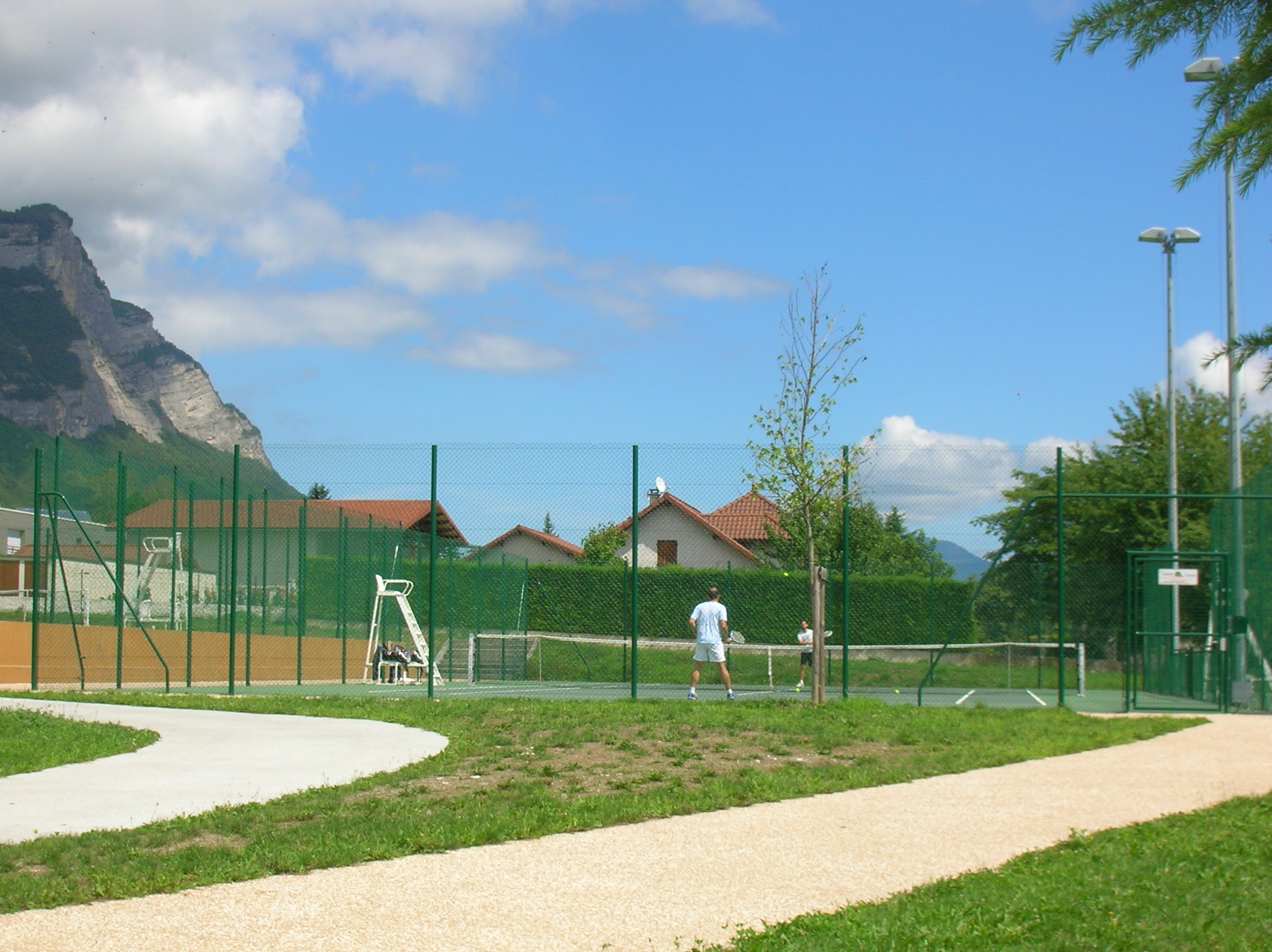
courts de tennis de Crolles

Situé dans le complexe sportif de la rue Léo Lagrange, l'ensemble sportif consacré au tennis compte deux terrains en sol synthétique, deux terrains en béton poreux et deux terrains en résine, ainsi qu'un mur de tennis
Ces terrains sont tous éclairés et découverts.

##### Centre équestre de Montfort
Un centre équestre est installé, chemin des cailles dans le petit hameau de Montfort. Ce centre organise des promenades à cheval, à poney et des cours en manège. L'établissement est adhérent à l'école française d'équitation et au poney club de France, dépendant de la Fédération française d'équitation.

##### Piste de Karting
Une piste de Karting privée dénommée ChronoKart est installée, non loin de la barrière de péage de Crolles. La piste est en bitume et une école de pilotage y est associée. Elle est ouverte aux particuliers et propose de nombreux compétitions telle que le « Trophée des Alpes », organisé par la de la Fédération française du sport automobile.

##### Sites d'escalade
Il existe deux sites notables:
- Le site du Luisset

Ce site est accessible depuis la commune de Saint-Pancrasse, situé sur le plateau ou par le sentier du Facteur au départ de Crolles. ce site offre plus d'une centaine de voies équipées et l'accès libre et gratuit pour tous.
- Le site artificiel d'escalade

Un mur d'escalade de 230 m2 est installé dans le complexe sportif de la Marelle.

#### Les événements sportifs

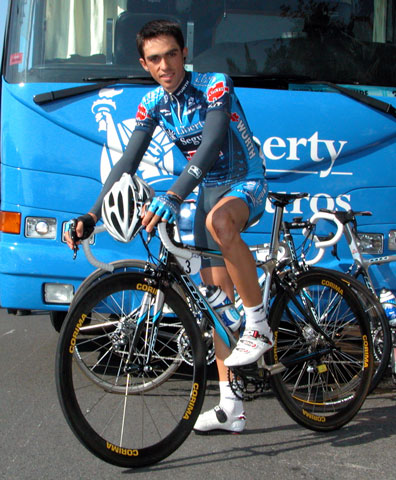
Alberto Contador

La ville de Crolles a été ville-étape d'une grande compétition cycliste internationale, le critérium du Dauphiné.
- Le critérium du Dauphiné 2010

La 62e édition du Critérium du Dauphiné s'est déroulée dans la région du 6 au 13 juin 2010, 15e épreuve du Calendrier mondial UCI 2010.
La ville de Crolles a accueilli le départ de la 6e étape qui s'est déroulée le 12 juin entre Crolles et L'Alpe d'Huez, et celle-ci a été remportée par le coureur espagnol Alberto Contador. La victoire au classement général de cette grande épreuve cycliste est revenue au coureur Slovène Janez Brajkovič.
- Le départ a été donné devant l'Espace Paul Jargot, les coureurs ont suivi ensuite la rue François-Mitterrand puis la rue Léo-Lagrange, la rue Hector-Berlioz, l'avenue de l'Abbaye, l'avenue Joliot-Curie, et enfin, l'avenue de la Résistance avant de parvenir à la ligne de départ officielle située sur la route départementale 1090 à hauteur du panneau de sortie de Crolles.

### Agenda des festivités culturelles

#### En été
Fête du parc
Créée à l’initiative de la municipalité de Crolles, cette manifestation festive organise des rencontres artistiques, des ateliers et des concerts dans le cadre de la fête de la musique qui se déroule autour du dernier week-end du mois de juin. La deuxième édition a été organisée en 2017 dans le parc Jean-Claude Paturel et l'espace paul Jargot
Grésiblues
Ce festival, dont les manifestations concernent de nombreuses communes de la vallée du Grésivaudan, dont la commune de Crolles, a été créé en 1999 sur une initiative privée.
L'édition 2017 s'est déroulée du 2 au 7 juillet 2017 et l'édition 2018 s'est déroulée du 1er au 6 juillet 2018.

### Médias

#### Presse écrite locale
- Le Magazine de Crolles

ce magazine publié mensuellement par la ville de Crolles et distribué dans les boîtes aux lettres de chaque foyer de la commune. Chaque édition présente régulièrement un éditorial du maire de la commune, des pages d'information locale dénommé « Crolles à vivre », les comptes rendus du conseil municipal, des comptes rendus sur les activités sportives, associatives et culturelles.

#### Presse écrite régionale
- Le Dauphiné libéré

Historiquement, le quotidien à grand tirage Le Dauphiné libéré consacre, chaque jour, y compris le dimanche, dans son édition du Grésivaudan, un ou plusieurs articles à l'actualité de la ville, ainsi que des informations sur les éventuelles manifestations locales, les travaux routiers, et autres événements divers à caractère local.

#### Presse audiovisuelle
TéléGrenoble est la chaîne de télévision locale généraliste privée diffusant par voie hertzienne sur la métropole de Grenoble. La chaîne se consacre exclusivement à l'actualité locale et à la mise en valeur du territoire. La commune est également couverte par le réseau de France 3 qui diffuse le journal d'information régional de France 3 Alpes.
La commune est située sur l'aire de diffusion de radio Ici Isère, une radio publique qui émet sur tout le territoire du département de l'Isère.

### Cultes
La communauté catholique et l'église paroissiale de Crolles (propriété de la commune) relève de la paroisse des Saints Apôtres qui est rattachée au diocèse de Grenoble.

## Économie

### Secteur agricole
La commune fait partie de l'aire géographique de production et transformation du « Bois de Chartreuse », la première AOC de la filière Bois en France,.
Crolles est une des communes d'un secteur de vignoble pouvant revendiquer le label IGP « Coteaux-du-grésivaudan », comme la plupart des communes de la vallée du Grésivaudan.

### Secteur artisanal et commercial
Le centre commercial Belledonne
Ce centre commercial est situé à l'entrée de la commune et à proximité de l'échangeur routier (sortie no 24) de l'autoroute A41. Il s'agit d'une petite galerie extérieure comprenant un magasin de bricolage.
Un supermarché de l'enseigne groupe Casino et des commerces de restauration sont situés dans l'environnement immédiat ce centre commercial. D'autres enseignes de la grande distribution, mais de tailles plus modestes, sont situés dans l'environnement immédiat de ce centre, le long de l'avenue Ambroise Croizat.
L'espace commercial carrefour
Le permis de construire d'un nouveau centre commercial a été déposé en mairie le 20 novembre 2015. Il s'agit d'un hypermarché à l'enseigne du Groupe Carrefour d'une surface de 2 900 m2 et accompagné de trois autres enseignes commerciales spécialisées dans l'équipement de la maison et de la personne.
Ce projet, dans son ensemble, a reçu l'avis favorable des services de l'État, le 14 janvier 2016 et sa construction, commencée en 2017, a été définie dans le secteur commercial et industriel de Crolles, non loin de l'actuel centre commercial Belledonne. L'établissement a ouvert durant le premier trimestre 2018 et les boutiques annexes seront ouvertes les mois suivants.

### Secteur industriel
La commune de Crolles héberge le site de production de plusieurs grandes entreprises à vocation nationale dont :
- La société Teisseire, créée avant la Révolution française par le grenoblois Camille Teisseire est une très ancienne entreprise française spécialisée dans la fabrication de sirop et de jus de fruits possède, depuis 1971, son siège social à Crolles, le long de la route départementale no 10. L'entreprise possède également une usine de production de ces mêmes boissons dans la zone industrielle de la commune. La société appartient depuis 2004 à la société Fruité Entreprises, elle-même rattachée au groupe anglais de boissons gazeuses et soda BRITVIC depuis 2010[69].
- La société ST Microelectronics, qui fabrique principalement des matériaux semi-conducteurs, est située dans la zone industrielle de Crolles, non loin de l'autoroute et des berges de l'Isère. Avec 4000 emplois directs et 3 milliards d'euros investis entre 2003 et 2007 conjointement avec Philips Semiconductors et Motorola Semiconductor, elle représente la majeure partie de l'économie crolloise. À la suite du retrait en 2007 de NXP (ex Philips Semiconductors) et Freescale (ex Motorola Semiconductor), la firme STMicroelectronics a conclu un accord avec IBM sur le site de Crolles.

Le 11 juillet 2022, ST Microelectronics et GlobalFoundries annoncent, en présence d'Emmanuel Macron, la construction d'une usine de semi-conducteurs pour 5,7 milliards d'euros. Il s'agit du plus gros investissement industriel des dernières décennies en France, hors nucléaire. Une aide publique de 2,9 milliards d'euros est annoncée en juin 2023.
- La société Petzl, fondée par Fernand Petzl, grand explorateur spéléologue d'origine roumaine germanophone mais ayant vécu dans le Grésivaudan, qui produit du matériel pour l'escalade, l'alpinisme, la spéléologie et les travaux en hauteur ainsi que des lampes frontales a été fondée et est toujours basée à Crolles, au sein de la zone commerciale de la route départementale n'10.
- La société AZTEC qui fabrique des engins de damage pour les pistes de ski, a installé son usine d'assemblage sur la commune de Crolles en 2013, dans un bâtiment industriel désaffecté appartenant à la commune. Grâce à cette nouvelle installation, cette entreprise dispose d’un espace de production de 1 000 mètres carrés, et elle bénéficie également de la présence d'un pont roulant d'une capacité de levage de 10 tonnes[72]. Cet établissement est également situé dans la zone commerciale, à proximité de la route départementale No 10.

## Culture locale et patrimoine

### Lieux et monuments

#### Patrimoine religieux

##### Église Saint-Pierre - Saint-Paul

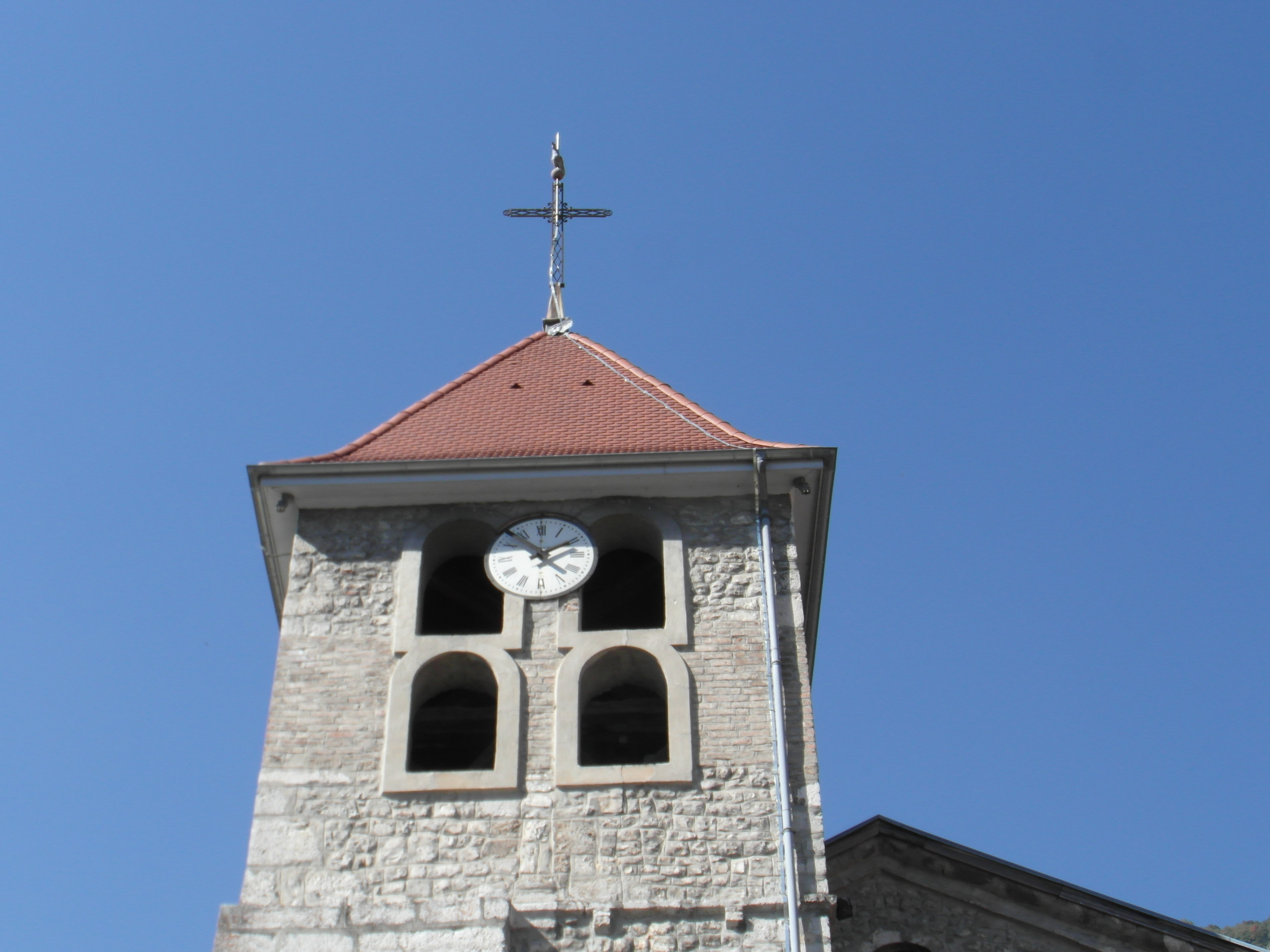
Le clocher de l'église de Crolles

L’église Saint-Pierre – Saint-Paul, construite à partir de 1648 sur l’emplacement d’une église médiévale, détruite par les guerres de Religion abrite des peintures murales du XVIIIe siècle récemment restaurées, ainsi qu’un riche mobilier (maître-autel Louis XV en marqueterie, chandeliers du XVIIIe siècle, nombreuses statues). En 1678 lors de sa visite pastorale, l'évêque de Grenoble Étienne Le Camus (1632 - 1707) a déclaré que l'église était la plus belle de son diocèse. Le clocher, qui surmonte l'église a été reconstruit après la Révolution française.
Il s'agit d'un édifice de structure harmonieuse qui compte cinq travées et qui présente une haute nef éclairée par de grandes ouvertures sous la forme de baies vitrées et bordée d'arcades situées sur les bas-côtés et éclairée par des fenêtres dominées par des petites baies rondes dénommées oculi sur ce site. Il existe dans cette église une galerie de tribunes qui donne, elle aussi, sur la nef par des arcades garnies de barrière de type balustrade. À l'ouest de l'édifice, la façade permet de découvrir trois autres oculi disposés en triangle au-dessus d'un portail de style Louis XIII. Il existe également deux chapelles latérales au chœur qui portent des décors anciens restaurés en 1998.
Les orgues, situées en tribune sur la façade ouest ont été installées dans l'église à la suite de la commande conjointe de la mairie et le ministère de la Culture furent fabriquées en 1983 à Rives et se présentent sous la forme de deux buffets en noyer massif, deux claviers en buis de 56 touches, un pédalier de 30 notes et 15 jeux.
Située au nord-ouest de l’église, la cure présente sur sa façade sud-ouest un cadran solaire, le cadran d'origine qui datait probablement du XVIIIe siècle, a, en fait, été recréé à l'identique en 2001 en gardant l’ancien style, mais présentant un nouveau décor.
En 1973, l'artiste Nicolas Greschny, fresquiste du XXe siècle, a rajouté au décor des chapelles et du chœur, des icônes peintes. À cette époque, cet artiste avait déjà peint de nombreuses fresques, principalement sur les murs d'églises situées dans le Sud et le Sud-Ouest de la France.

« Quelques photos de l'église Saint-Pierre - Saint-Paul »
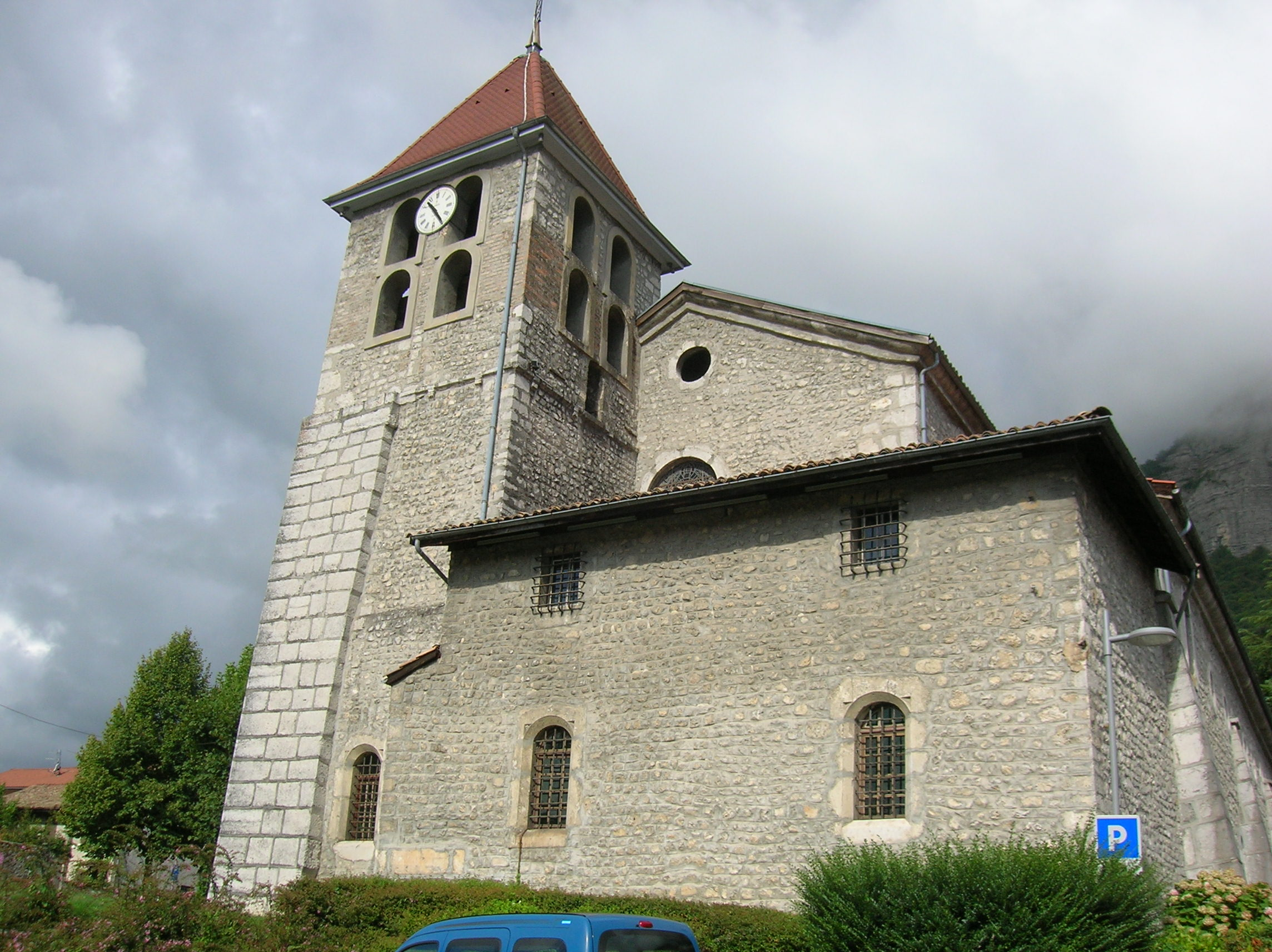
L'église vue du nord-est.
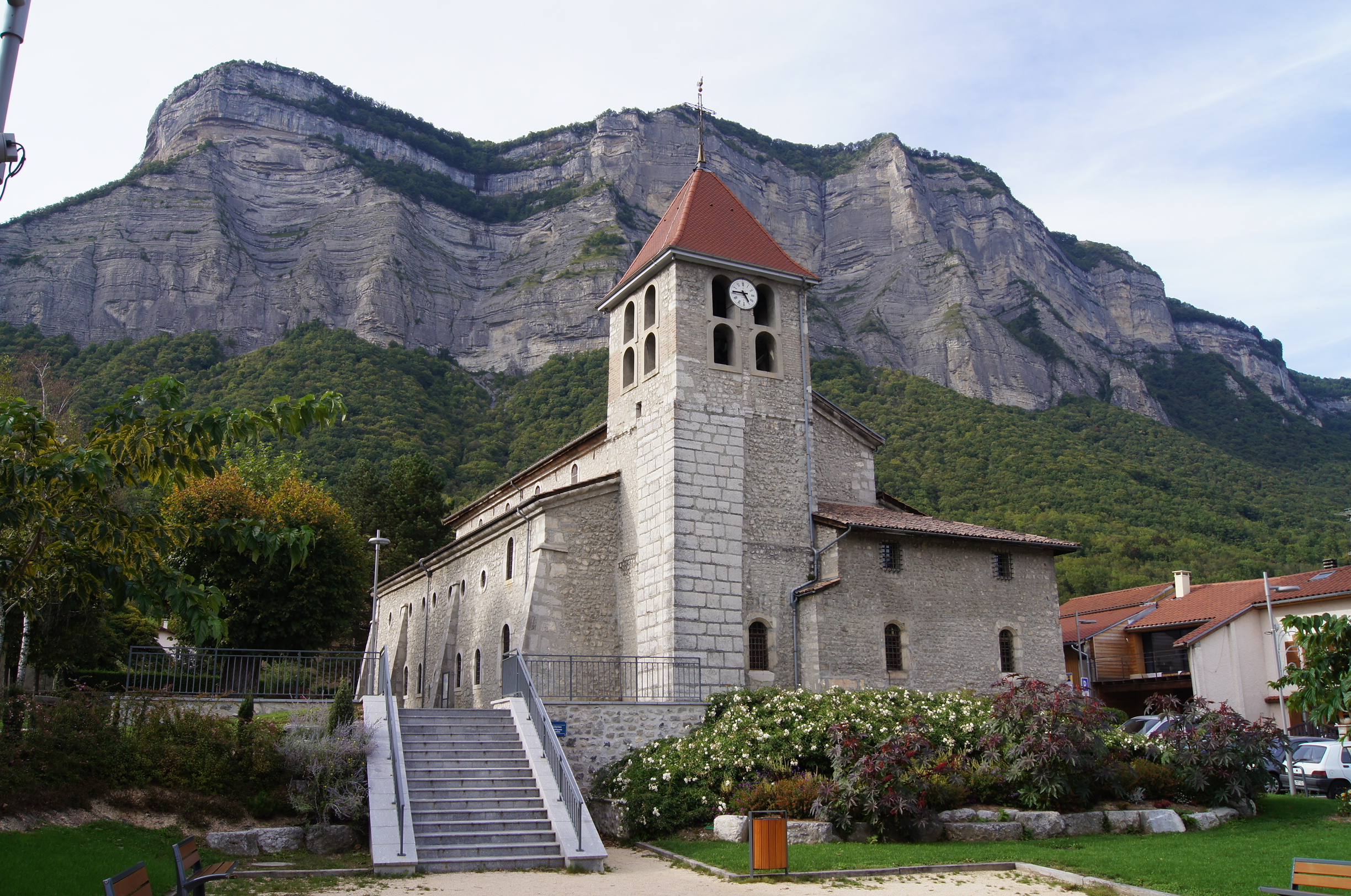
L'église avec la « Dent de Crolles ».
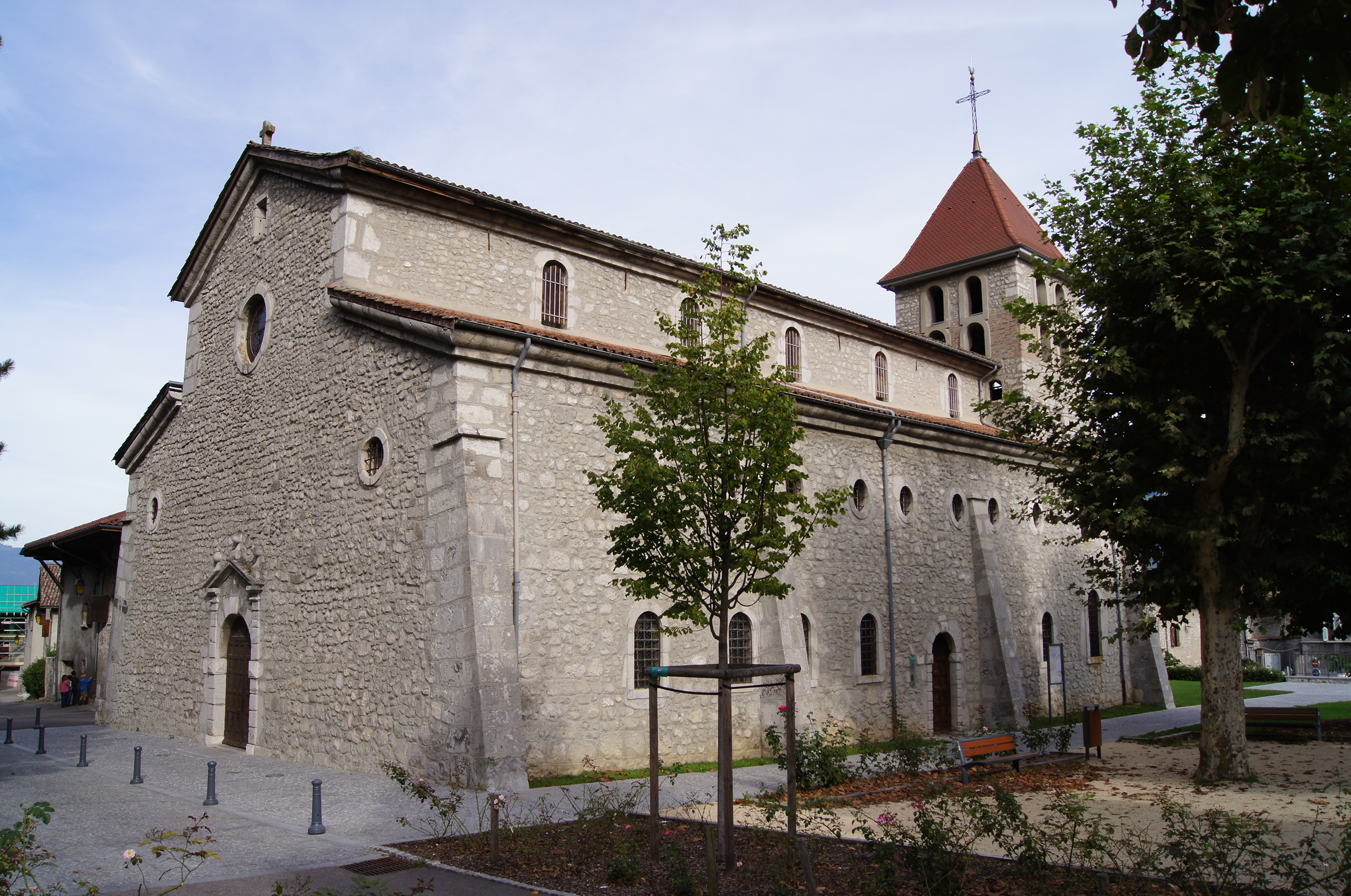
L'église vue de l’arrière.
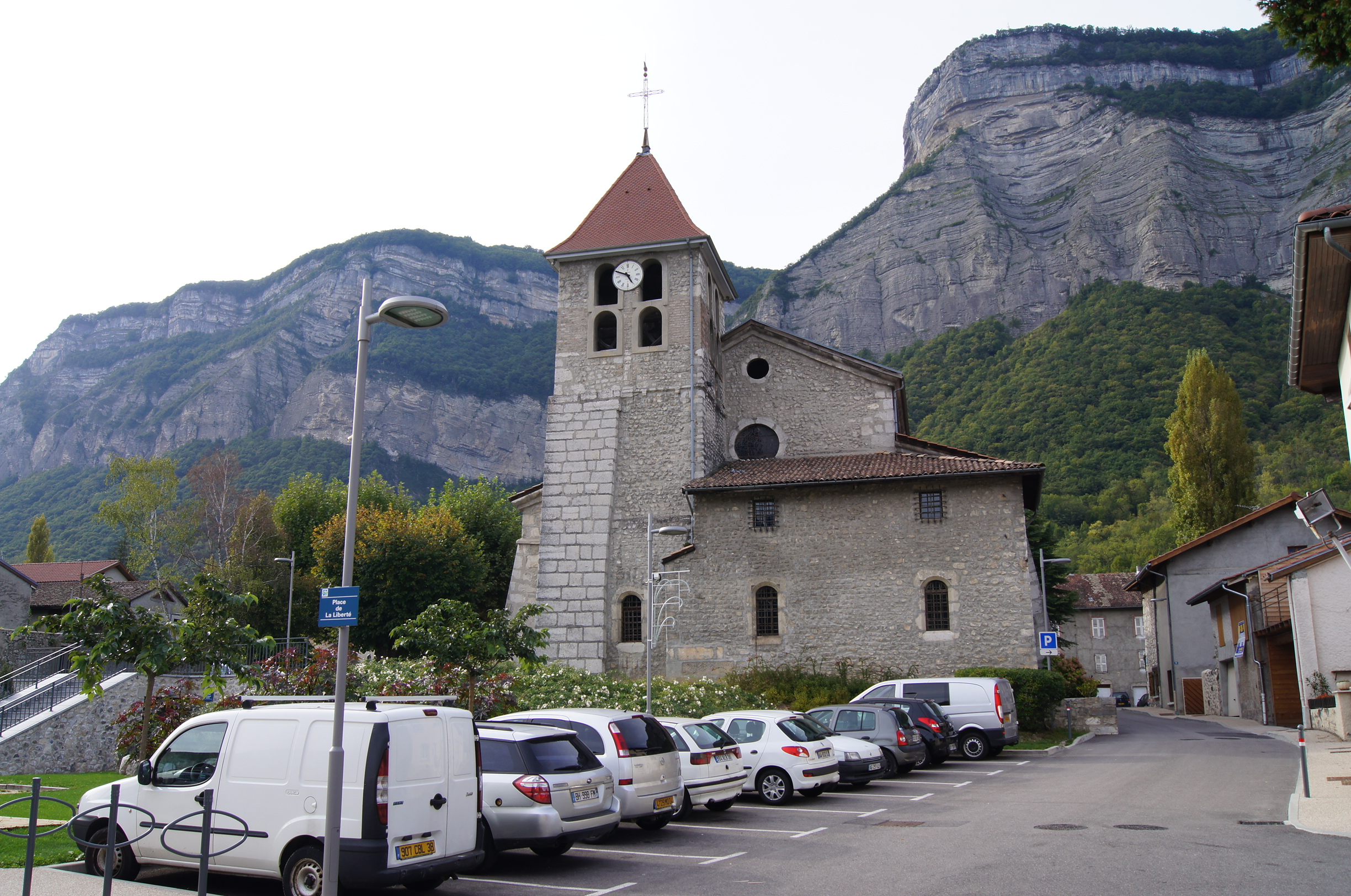
L'église vue du parking.

##### Abbaye des Ayes
De cet ancien monastère, il ne reste aujourd'hui qu'un corps de logis, reste probablement le logis abbatial. Des plafonds peints de la période classique (XVIIe – XVIIIe siècle) le décorent, et des chapiteaux du XIIe siècle, provenant du cloître, y ont été réemployés. Ce bâtiment est inscrit à l'inventaire complémentaire des monuments historiques depuis le 17 juillet 1990.
Il ne reste aujourd'hui que le logement de l'abbesse (propriété privée protégée au titre de l'inventaire supplémentaire des monuments historiques). Les stalles de l'abbaye sont aujourd'hui situées à la chapelle de la Salette (ou des Pénitents blancs), à Grenoble.
- Histoire de l'abbaye

D’après la légende, l'abbaye des Ayes, fondée au XIIe siècle par Marguerite de Bourgogne, veuve du dauphin Guigues IV d'Albon, priait dans sa petite résidence sur le plateau des Petites Roches, elle vit un flambeau suspendu dans les airs se poser dans la vallée sur les bords de l’Isère lui révélant l’endroit qu’elle cherchait pour fonder un couvent. Marguerite de Bourgogne lia alors son destin à la commune de Crolles en fondant l’abbaye des Ayes en 1141. L’abbaye a été construite avec un monastère comportant des dortoirs, un réfectoire, une église, dévastée par un incendie en 1648 et trois chapelles entourées de jardins. Cette abbaye a permis à la commune de se développer et de s’enrichir. L’abbaye fut achetée en 1791 par César de Chaléon, conseiller de l’ancien parlement de Grenoble et député de la noblesse aux états Généraux.

##### Moulin de l'Abbaye ou «des Ayes»
Contrairement à l'abbaye, le moulin à eau est conservé et a fonctionné jusque dans les années 1980, avec de nombreuses modernisations aux XIXe et XXe siècles.

#### Patrimoine civil

##### Château de Crolles ou de «Bernis»

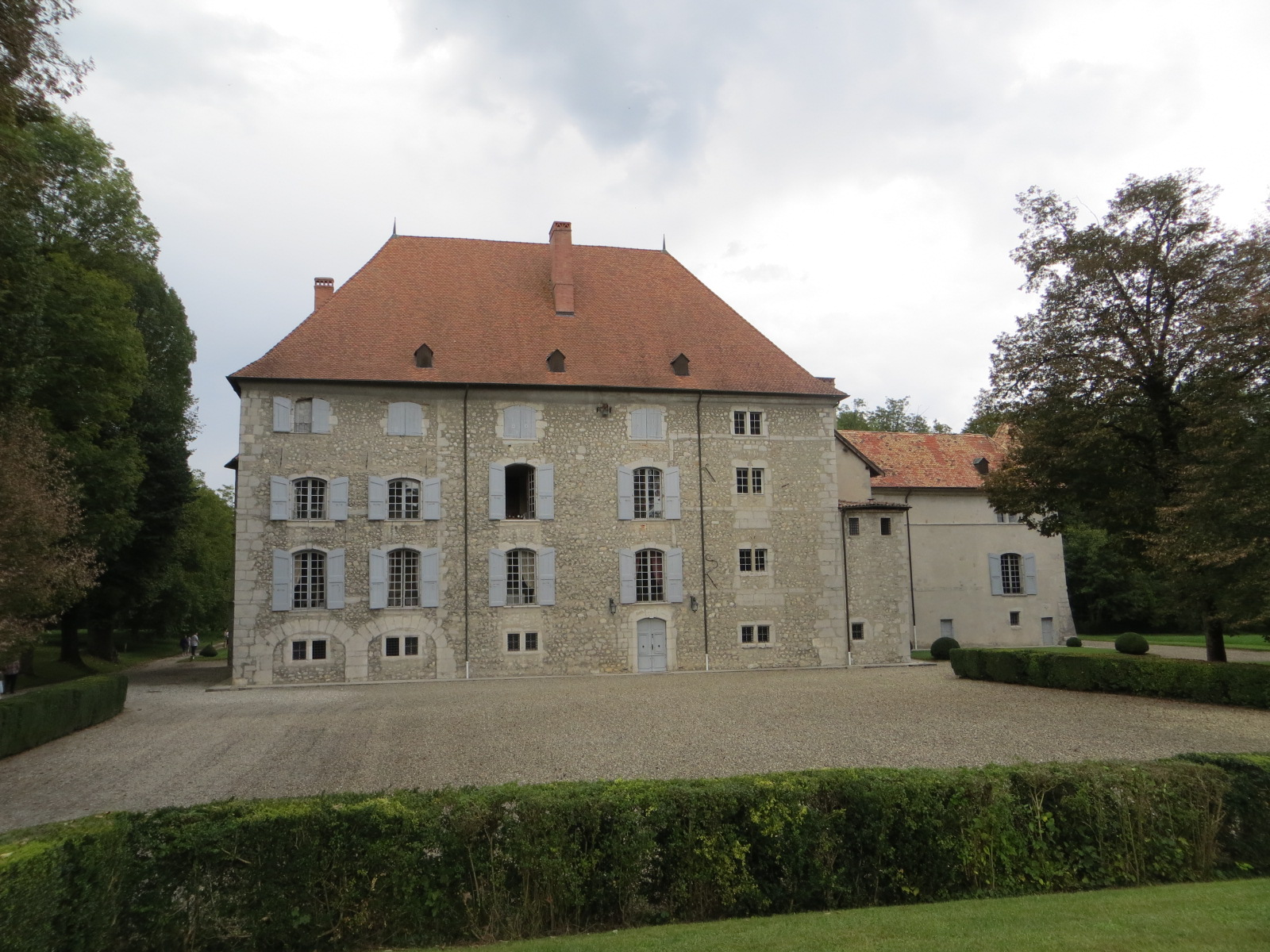
Le château de Crolles

Le château de Crolles, dénommé également château de Bernis, englobé aujourd'hui dans la zone urbaine de Crolles, est une ancienne maison forte construite en 1340 par Amblard de Beaumont et qui a été transformée au XVIIe siècle.
Le château se compose donc en 2015 de deux bâtiments accolés et de forme rectangulaire et ayant conservé des deux tours rondes, lui donnant un aspect plus imposant. Le bâtiment principal comprend une grande galerie avec un plafond à la française et présente également, un décor peint du XVIIe siècle avec quelques tableaux de la même époque représentant le château et ses jardins à la française. Le bâtiment présente également un petit salon qui a gardé des boiseries peintes du XVIIIe siècle et une chambre décorée de toiles brodées. Au bout la galerie, on peut découvrir la chapelle, dont la voûte laisse découvrir une représentation du Christ, de la Vierge et des Quatre Évangélistes. Cette petite chapelle fut consacrée par l"évêque de Grenoble, Étienne Le Camus en 1673, et son sceau est présent dans la pierre de l'autel.
Le château est inscrit partiellement au titre des monuments historiques par arrêté du 30 novembre 1965 : seuls les façades et les toitures, la grande galerie et le petit salon orné de boiseries du XVIIIe siècle sont protégés.
Ce château a reçu les visites de deux souverains régnants français : Henri IV, le 15 août 1600, et son fils, Louis XIII accompagné par le Cardinal de Richelieu en 1639 et sont attestées historiquement. Le Cardinal de Richelieu fit envoyer son portrait à la famille châtelaine et celui-ci se trouve toujours dans un des bâtiments. Le château appartient depuis 1810 à la famille de Bernis qui lui a donné son nom.

##### Château de Montfort
Le château fort de Montfort, dit aussi château Robert, est situé au nord du territoire de la commune de Crolles. La première mention de Montis Fortis remonte à 1069 dans le cartulaire de Domène, et il est probable qu'alors une motte castrale était dressée sur ce promontoire naturel; quant à l'édification du château de pierre, elle remonte au XIIIe siècle. Il est alors une possession des dauphins du Viennois. La Grande Dauphine Béatrice de Faucigny résidera même au château au début du XIVe siècle. On présume que c'est à cette période que les principaux bâtiments de cet édifice médiéval seront édifiés. L’enquête de 1339, destinée à estimer la valeur des possessions du dauphin Humbert II de Viennois et effectuée sous son autorité, offre historiquement la première et réelle description du château. L'ensemble était alors composé d’une enceinte circulaire de 47 toises de longueur à l'intérieur de laquelle prennent place plusieurs édifices : une tour carrée haute de 28 mètres et possédant quatre étages, deux salles superposées dont l'une est chauffée par une cheminée et éclairée par quatre baies géminées, des pièces appelées chambres avec garde-robe et cellier et une cuisine. L'entrée du château est quant à elle défendue par un portail de pierre surmonté d'une salle de garde. Le bâtiment médiéval est, à l'époque, entouré d’une enceinte. En 1343, le dauphin Humbert II, dernier dauphin et qui mourra sans successeur, offre alors le château en fief au seigneur local Amblard de Beaumont. Sa famille conservera ce château jusqu'en 1617, alors que celui-ci est déjà ruiné.
Durant le siècle suivant, le château appartiendra à Claude Frère, nouveau seigneur de Crolles et à ses descendants. Puis en 1717, la famille Guérin fait acquisition du château qui reste à ses descendants par filiation telles que les familles de Barral, puis de Bernis, nouveaux châtelains, cette dernière étant toujours actuellement propriétaire de ce château. Il reste du château de Montfort, de très belles et imposantes ruines qui sont plus ou moins dissimulées dans la végétation environnante. Les ruines qui indiquent bien la forme du château épousent la forme de la colline où elles sont situées. Une association dénommé « Les Raisonneurs de pierre », a réalisé des fouilles accompagnées de diverses opérations de consolidation, voire de légères restaurations partielles.

##### Véhérie de Crolles
La Véhérie de Crolles est une maison forte disparue, dite de la Ranconière.

##### Les bâtiments d'architecture contemporaine
- Le centre sportif Guy-Bolès, construit entre 2006 et 2008, est l'œuvre de l'architecte lyonnais Christian Drevet. Situé au pied de la Dent de Crolles, le bâtiment reprend dans son architecture le profil de la montagne.

##### Funiculaire de Saint-Hilaire-du-Touvet
La Funiculaire de Saint-Hilaire-du-Touvet, située à proximité de la limite orientale de la commune de Crolles relie Saint-Hilaire à la gare de Montfort (commune de Lumbin).

### Patrimoine culturel

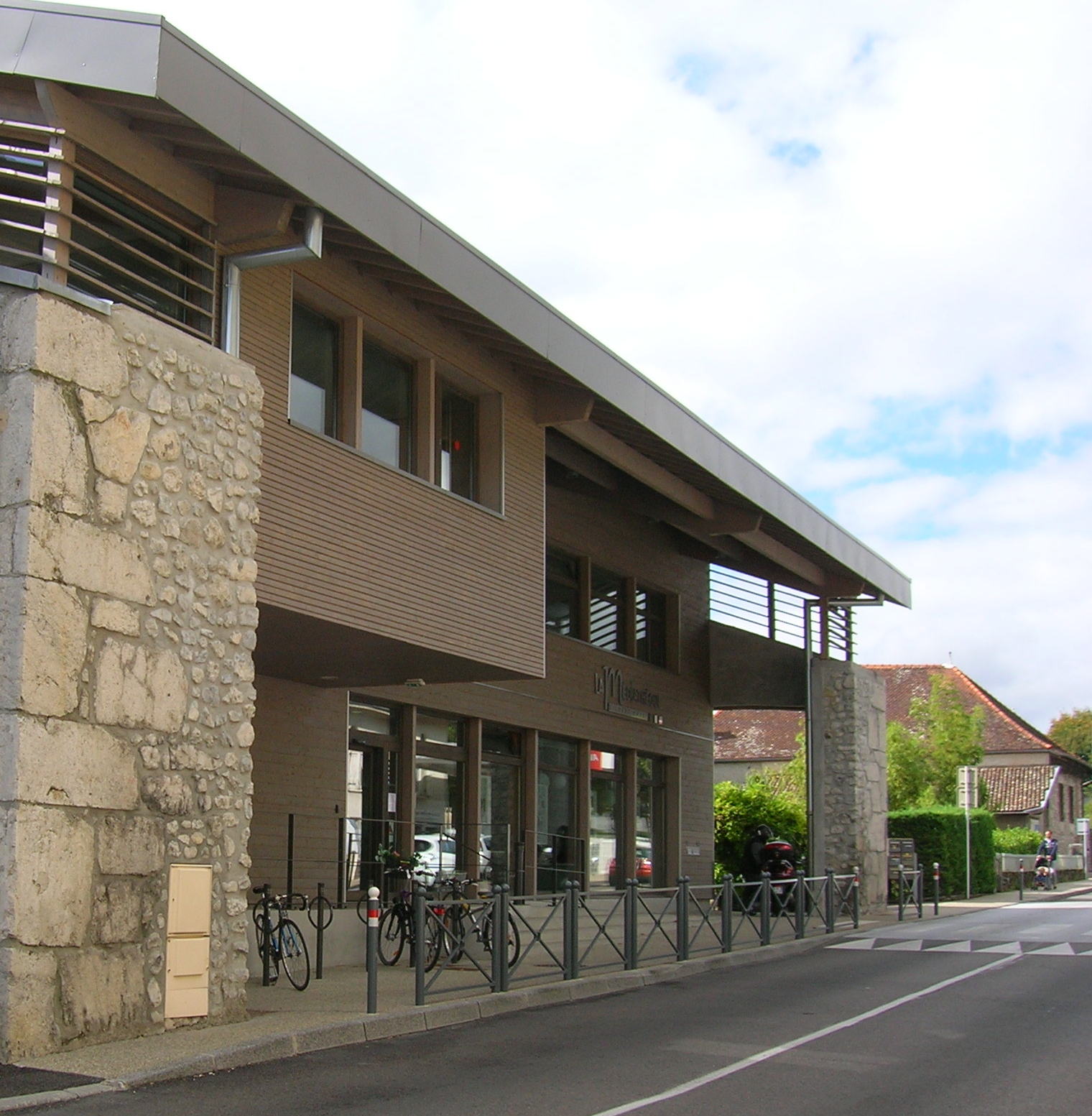
La médiathèque Gilbert-Dalet.

La vie culturelle crolloise se construit pour le plus large public possible autour de la préservation de son patrimoine bâti et naturel, la bibliothèque-médiathèque Gilbert-Dalet, l’espace culturel Paul-Jargot, des partenariats avec des rendez-vous départementaux incontournables comme le « Grenoble Jazz Festival », le « festival Rocktambule » et le « festival des Arts du Récit ». Le tissu associatif local important ou encore des manifestations populaires tout au long de l’année.

#### La Médiathèque Gilbert Dallet
Autrefois simple bibliothèque, la médiathèque municipale, dénommée localement « la M », offre, dans un bâtiment construit sur deux niveaux, situé sur la route de Lumbin, près de 750 m2 accessibles au public avec 45 000 documents, dont 7 000 CD, 3 000 DVD et 65 revues.
La médiathèque est entièrement accessible aux personnes à mobilité réduite. La salle d’animation et l’espace musique et cinéma sont équipées de boucles pour mal entendants. Le site de la médiathèque permet d'accéder à un plan interactif qui permet de visualiser toutes les parties du bâtiment. Cette médiathèque propose également des accueils de classes sur projet, organisés en collaboration avec les enseignants, des rencontres avec des auteurs, des animations pour les enfants, petits ou plus grands et, enfin, des accueils et des prêts de documents en direction du relais d’assistantes maternelles locales..

#### L'espace Paul Jargot
Baptisé du nom d'un ancien maire de la commune, le Centre culturel municipal dit « l’Espace Paul-Jargot » répond au fort développement de l’action culturelle portée par la ville et fait écho à la dynamique culturelle qui se déploie sur le Pays du Grésivaudan. Inscrit sur le territoire comme un équipement complémentaire à ceux existants, il s’identifie par sa vocation musicale première, comme un outil de création, de diffusion et de pratique au service des artistes professionnels et amateurs et de la population. La salle de 400 places située au cœur du bâtiment et pourvue d’une scène de 160 m2 et comptant 19 mètres d’ouverture, 8,5 mètres de profondeur, 10 mètres de hauteur. Cet espace, accessible aux personnes handicapée est situéede plain-pied offre une disposition favorable à l'expression de la diversité artistique, sur toutes ses formes. Les locaux de répétition et d’enseignement complètent l'équipement sur ses vocations d’espace de création, d’accueil et de pratique et d'enseignement de la musique.
Toute la programmation culturelle est disponible sur le site internet dédié a la culture.

### Patrimoine et traditions orales

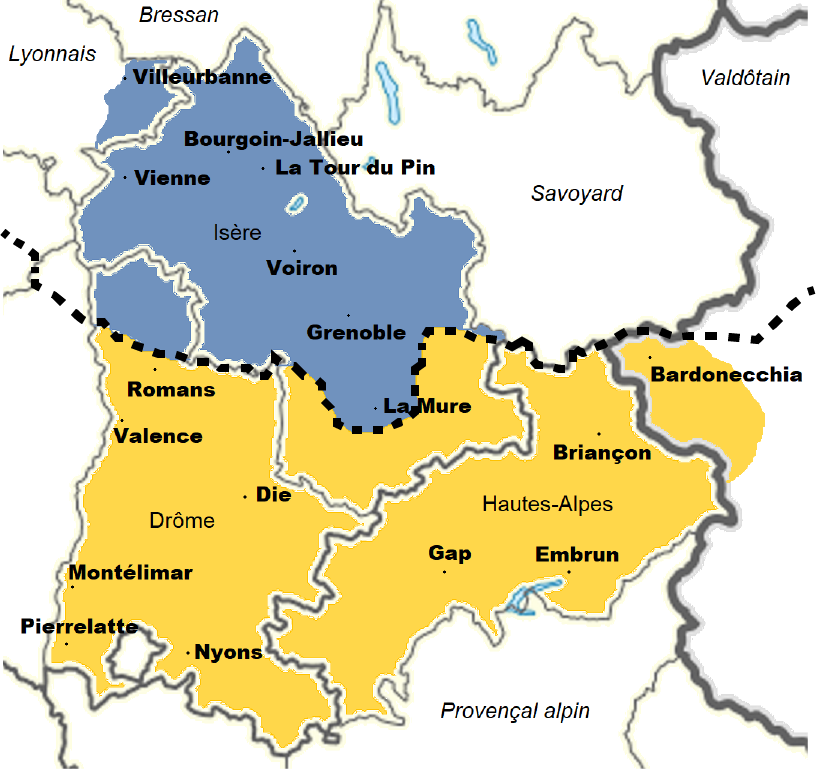
Carte linguistique du Dauphiné : Le dauphinois est un dialecte arpitan parlé dans le nord du Dauphiné. La moitié sud du Dauphiné est quant à elle du domaine linguistique de l'occitan et de son dialecte local, le vivaro-alpin.

Historiquement, l'idée du terme francoprovençal, attribué à cette langue régionale parlée dans le quart centre-est de la France, différent du français, dit langue d'oil et de l'occitan, dit langue d'oc, est l'œuvre du linguiste et patriote italien Graziadio Isaia Ascoli en 1873 qui en a identifié les caractéristiques.
L'idée du terme francoprovençal, attribuée à cette langue régionale parlée dans la quart centre-est de la France (et qui permet de différencier les patois de cette zone géographique du français, dit langue d'oil et de l'occitan, dit langue d'oc), est l'œuvre du linguiste et patriote italien Graziadio Isaia Ascoli en 1873 qui en a identifié les caractéristiques.
La langue est aujourd'hui très peu utilisée dans la commune et ses environs, à l'exception de quelques personnes âgées originaires de la vallée. Globalement au niveau régional, l'usage de l'arpitan au quotidien est de 2 % (2009) des habitants des espaces ruraux en Rhône-Alpes, et négligeable en zone urbaine, alors qu'elle est bien vivante dans d'autres secteurs telles que la Vallée d'Aoste.
La dénomination de la commune en arpitan est « Crola » [krol.la].

### Patrimoine naturel
Crolles est une commune adhérente du parc naturel régional de Chartreuse.

#### L'Espace naturel sensibleduMarais de Montfort

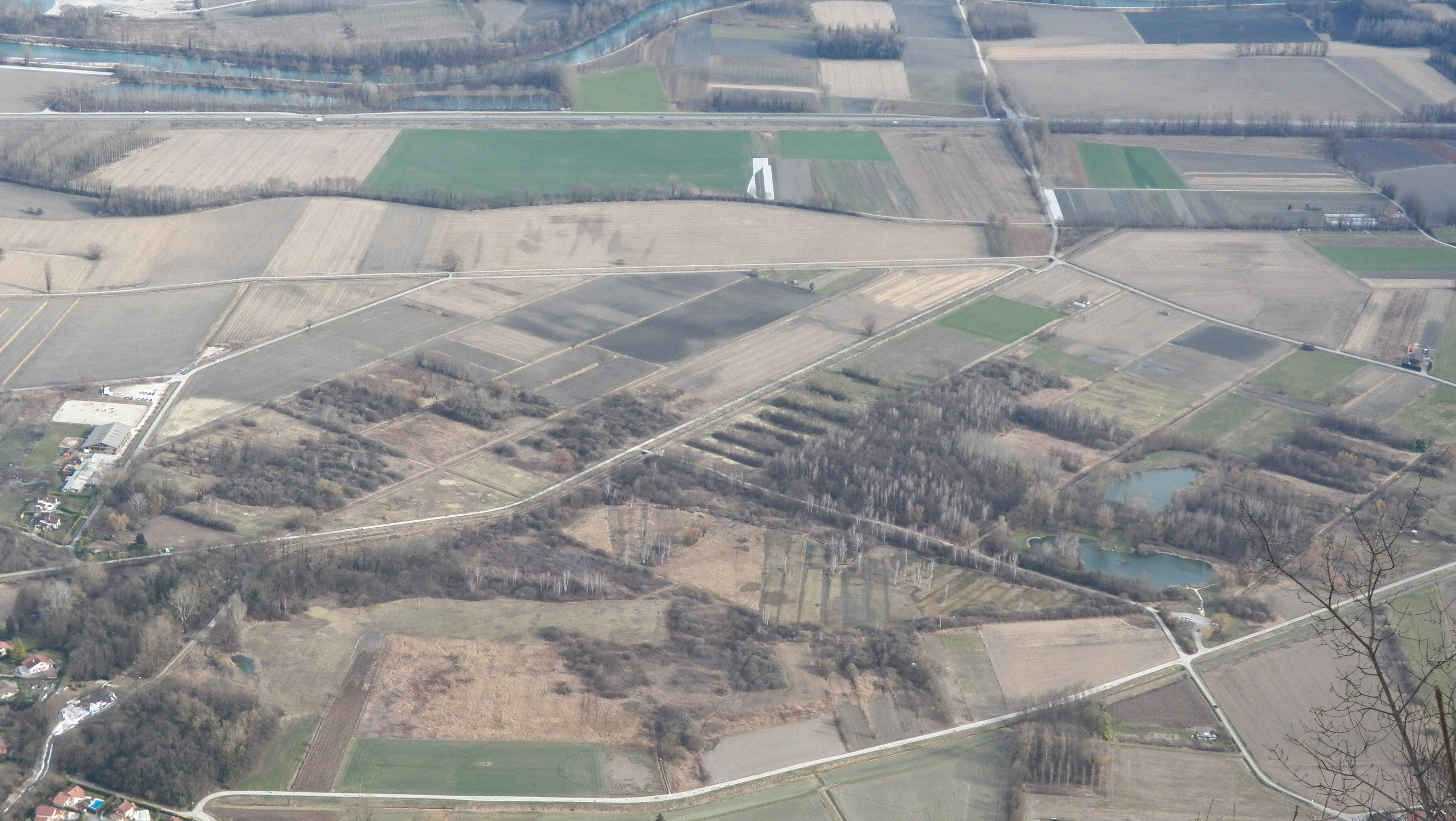
Le marais de Montfort depuis le plateau des Petites Roches.

Le marais de Montfort est un des derniers marais tourbeux qui couvraient autrefois le fond de la vallée du Grésivaudan lorsque l'Isère, aux méandres irréguliers, changeait de lit de façon saisonnière. Dans ce secteur protégé, on peut encore notamment découvrir  de nombreuses orchidées rarissimes.
Le département de l’Isère a classé le site comme espace naturel sensible départemental et la gestion du lieu a été confiée à l’agence « AVENIR », conservatoire d’espace naturel de l’Isère qui a élaboré le plan de préservation et d’interprétation qui définit les objectifs de conservation et d’animation du site en concertation avec la ville de Crolles, les propriétaires des lieux et les usagers du site.
Ce secteur faisait l'objet de pratiques agricoles depuis le Moyen Âge et jusqu'au milieu du XXe siècle, les contraintes d’inondation et de l'engorgement en eau permanent du sol n'ont permis que la pratique du pâturage, de fauche de la blâche et plus marginalement la culture du chanvre. Il s’agissait initialement d’un marais communautaire où chaque habitant de Crolles avait un droit d’usage pour le pâturage des bestiaux de la fin de l’hiver jusqu’à début juin. Il avait alors une grande importance pour l’alimentation du bétail, notamment en cas de sècheresse.

### Personnalités liées à la commune
- Amblard de Beaumont

1er du nom, appelé dans la famille « le Grand Amblard » est chevalier, seigneur de Beaumont, de Montfort, du Touvet, de Saint-Michel, de Bernin, de Morestel,
Principal ministre du Dauphin Humbert II; troisième fils d'Artaud de Beaumont 3e du nom, seigneur de Beaumont, de la Frette, et d'Agnès de Bellecombe, sa seconde épouse. Amblard de Beaumont fut à l'origine de l'édification du château de Crolles dit de Bernis en 1340 pour son épouse, Béatrix Alleman issue des Alleman, seigneurs de Laval et d'Uriage.
- Paul Jargot (1925 - 2003),

Homme politique français, adhèrent au PCF en 1970 et directeur de la maison familiale d'apprentissage rural de Crolles.
Il fut Maire de Crolles de 1959 à 1986 et sénateur de l'Isère du 22 septembre 1974 au 2 octobre 1983.

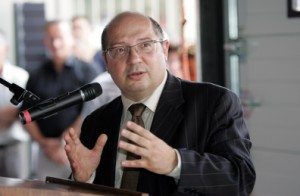
François Brottes s'exprimant en tant que député.

- François Brottes (né le 31 mars 1956)

Homme politique français, né à Valence (Drôme), membre du Parti socialiste. Il est maire de Crolles entre 2005 et 2014, député de la 5e circonscription de l'Isère de 1997 à 2015, il est spécialiste des questions relatives aux services publics et à l'énergie, et préside la commission des Affaires économiques de l'Assemblée nationale de juin 2012 à août 2015. Il ne s'est pas représenté lors des élections législatives françaises de 2017.
Il est président du directoire de RTE, entreprise de service qui gère le réseau public de transport d'électricité haute tension en France métropolitaine depuis le 1er septembre 2015, succédant ainsi à Dominique Maillard.

### Crolles dans les arts

#### Crolles et ses environs dans la peinture
Jean-Pierre Calestroupat, plus connu sous le nom de L'abbé Calès, fut un peintre ayant bénéficié d'une certaine célébrité locale  pour ses paysages dauphinois. Son sujet de prédilection est la vallée du Grésivaudan et la région de Crolles, dont il a peint la célèbre montagne en forme de dent, mais aussi le secteur de Tencin, qu'il a peint au fil des saisons. Plusieurs de ses tableaux se trouvent au musée de Grenoble.
Ses tableaux sont souvent panoramiques, travaillés au couteau par touches épaisses. Il peut être rapproché des impressionnistes ou des postimpressionnistes, mais aussi des fauves par ses couleurs exubérantes.

#### Crolles et ses environs au cinéma
- 2001 : L'Emploi du temps de Laurent Cantet

Le tournage s'est déroulé en janvier et février 2001 dans le département de l'Isère, notamment à Chamrousse, Crolles, Grenoble, Moirans, Seyssinet-Pariset, Voiron, Voreppe, et dans l'Ain aux environs de Bourg-en-Bresse, Ambérieu…

### Héraldique
|  | Crolles possède des armoiries dont l'origine et le blasonnement exact ne sont pas disponibles. |